# Garnizon Frankfurt nad Odrą

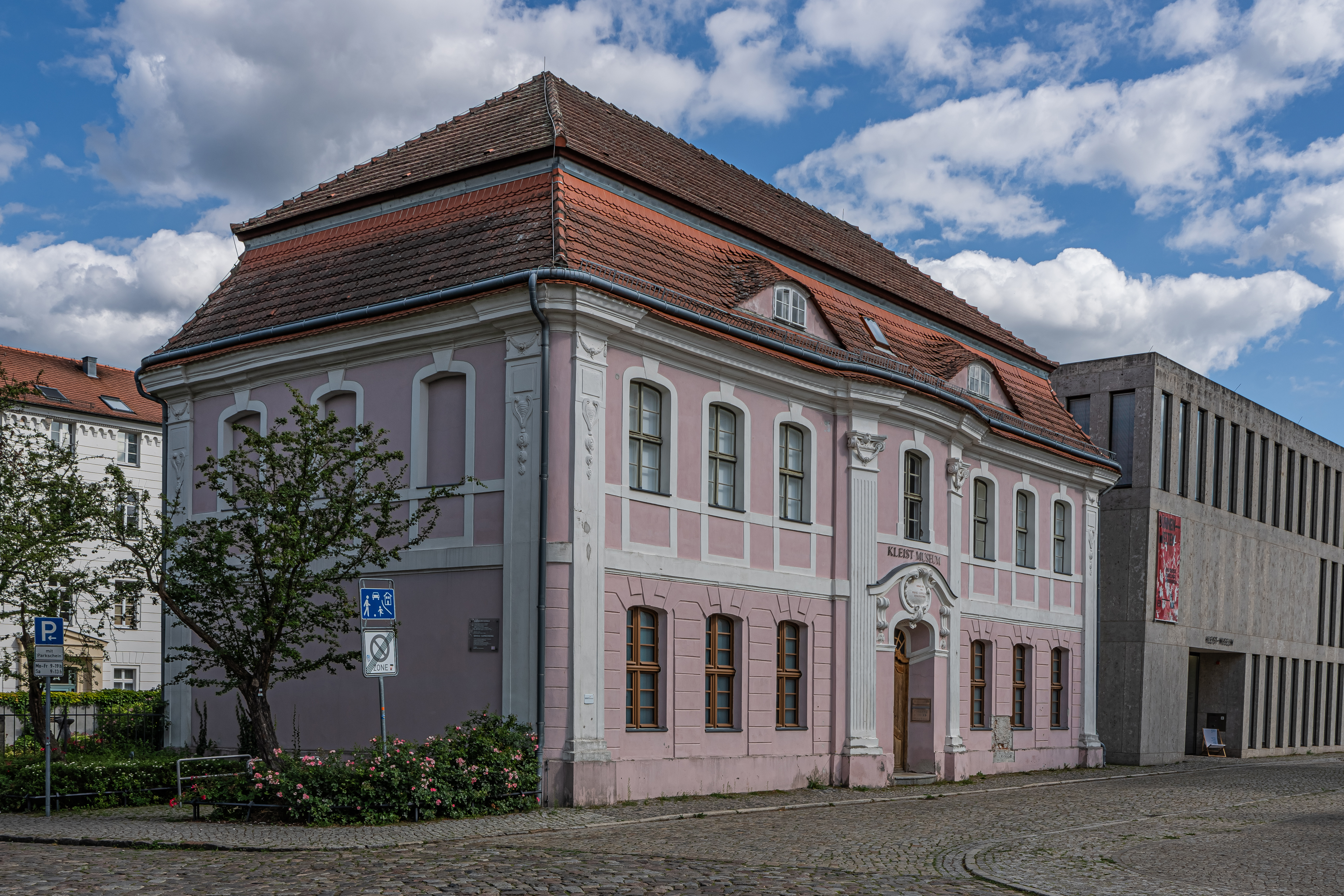
Dawna szkoła garnizonowa we Frankfurcie nad Odrą (obecnie Muzeum Kleista)

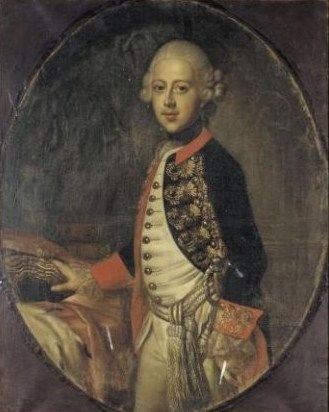
Leopold von Braunschweig-Wolfenbüttel w stroju oficerskim – siostrzeniec Fryderyka II Wielkiego, w 1776 założyciel szkoły garnizonowej we Frankfurcie nad Odrą

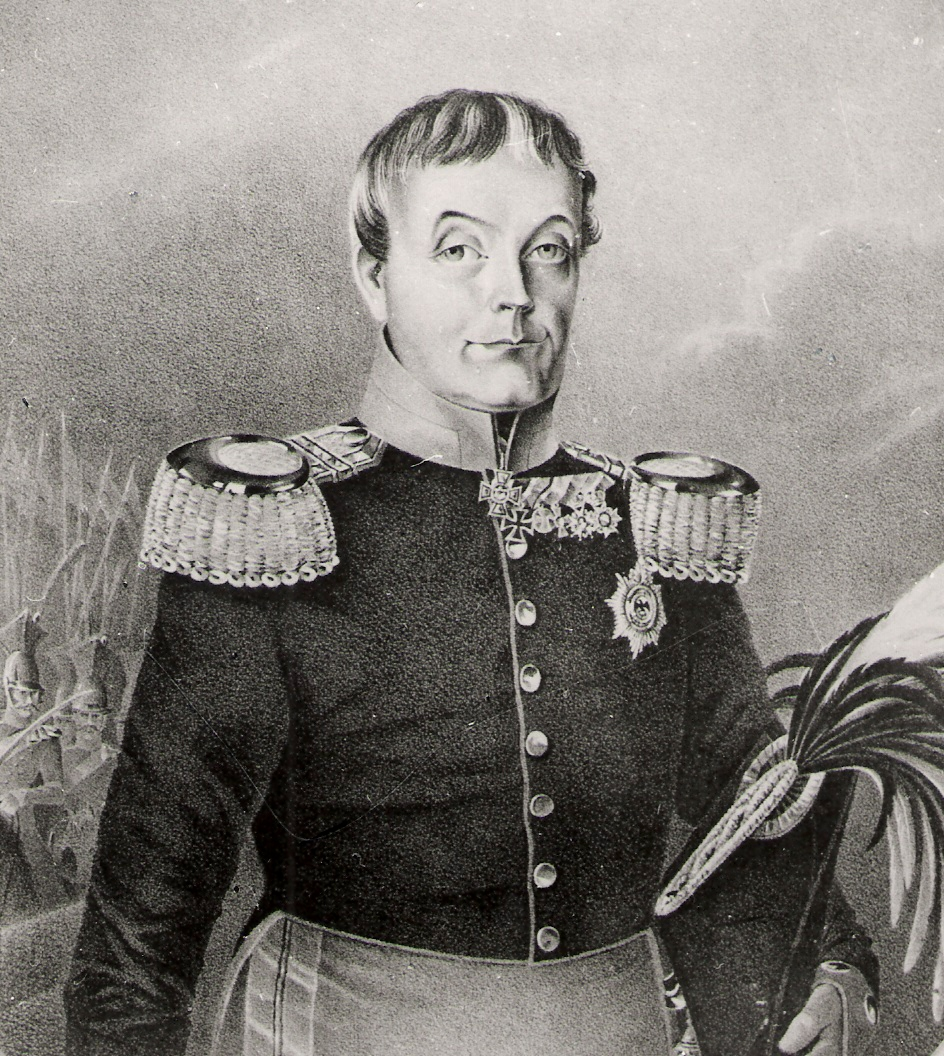
Friedrich August Wilhelm von Brause, od 1818 dowódca frankfurckiej 5 Dywizji

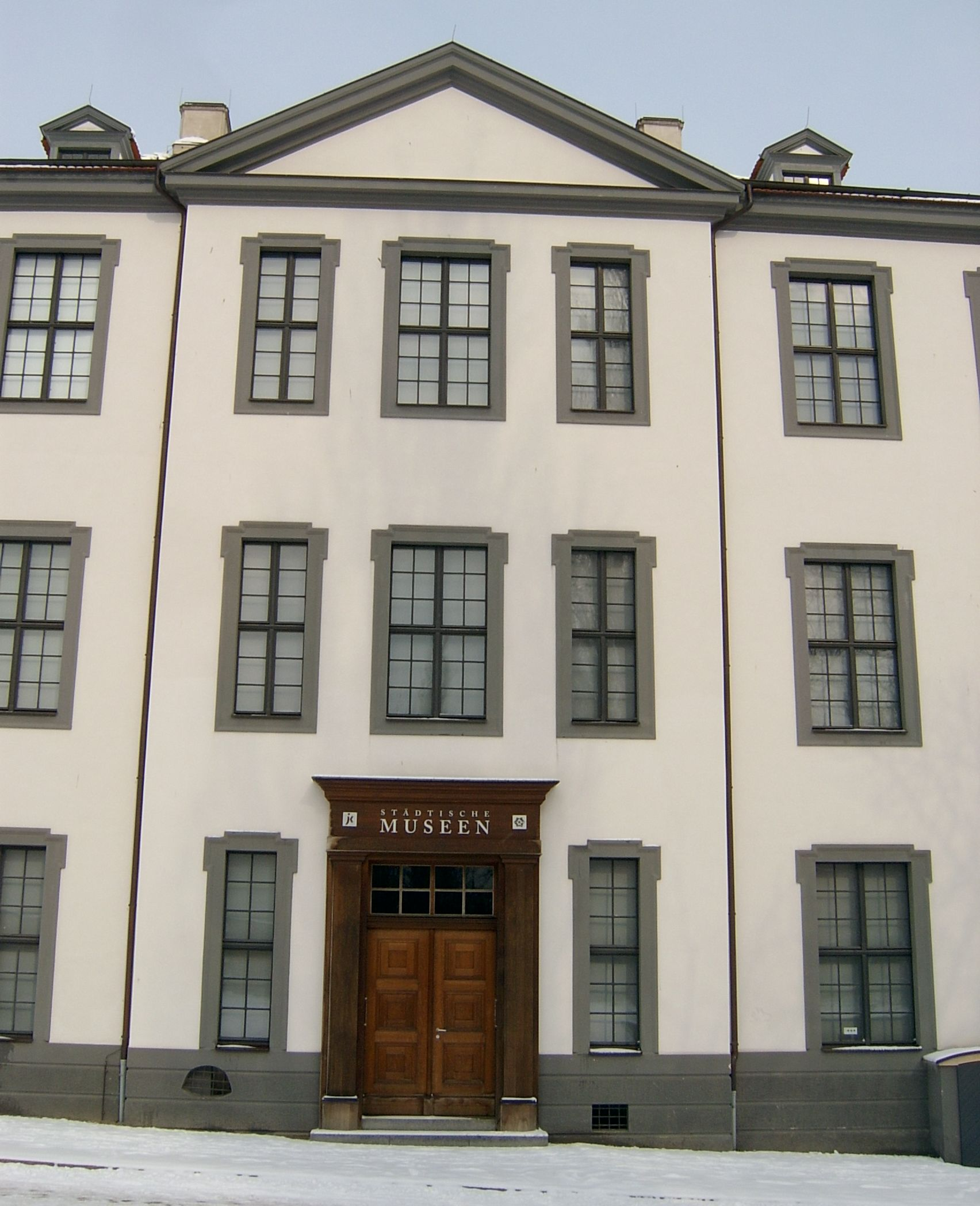
Dom junkierski przy Carl-Philipp-Emanuel-Bach-Straße 11 (od 1912 siedziba administracji garnizonu i kwatermistrzostwa 5 Dywizji)

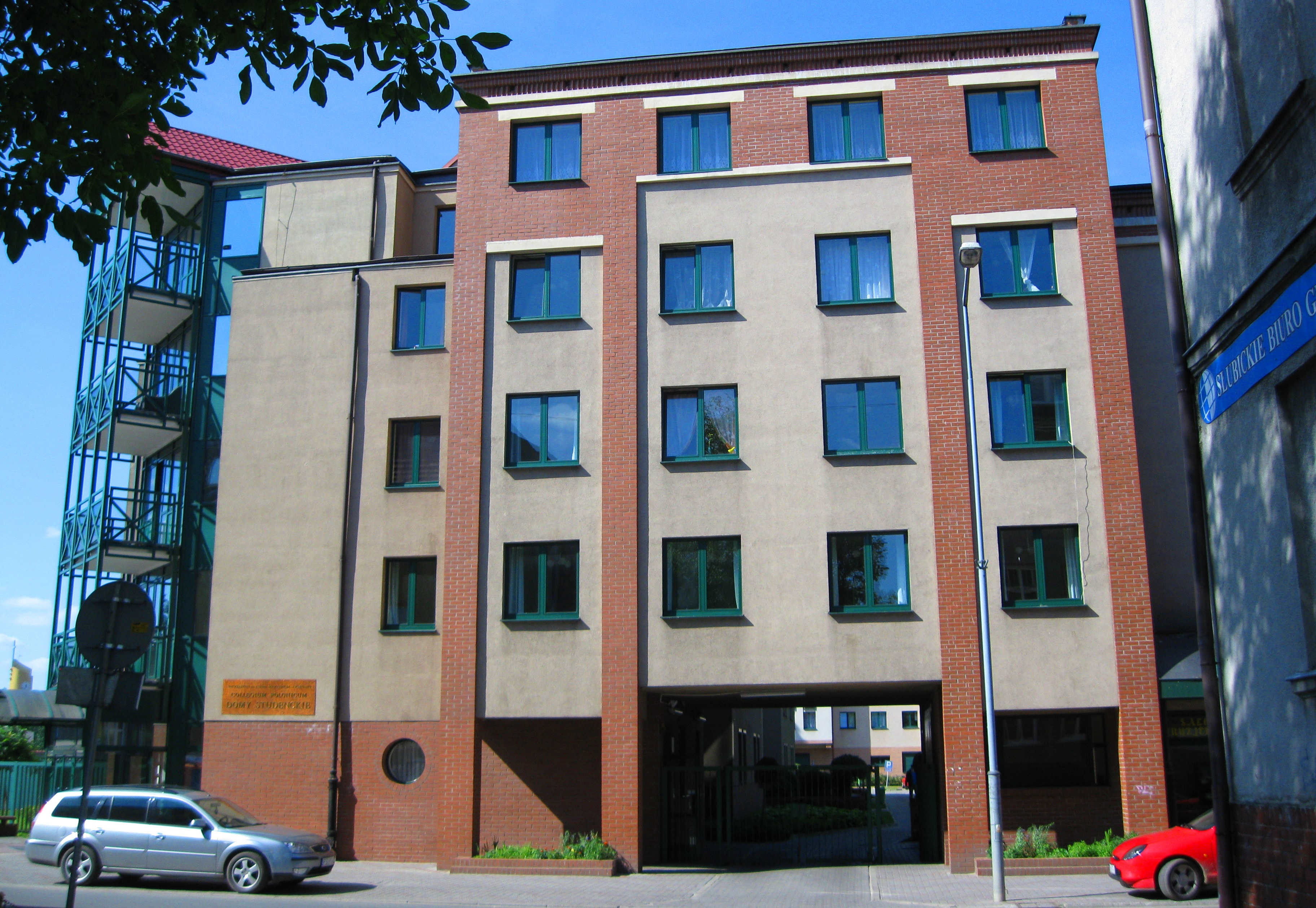
Miejsce dawnych koszar im. Kleista we Frankfurcie nad Odrą (obecnie domy studenckie w Słubicach)

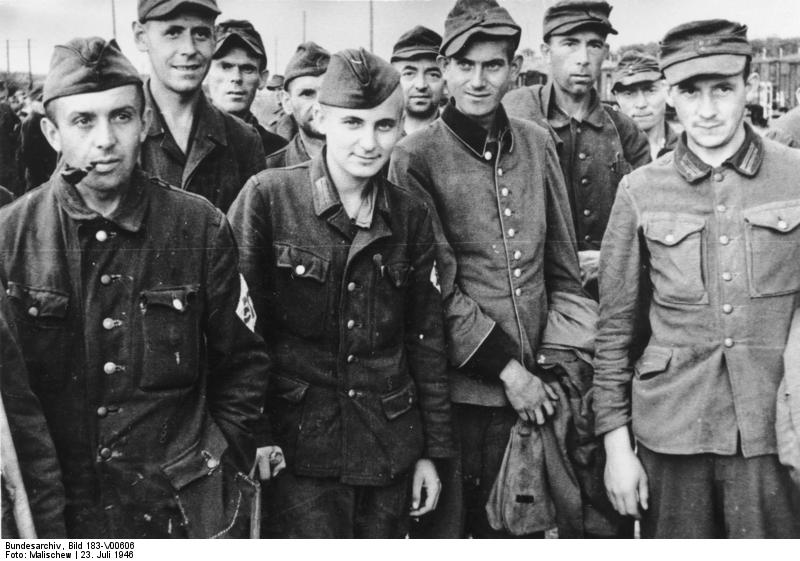
Żołnierze Wehrmachtu powracający z radzieckiej niewoli

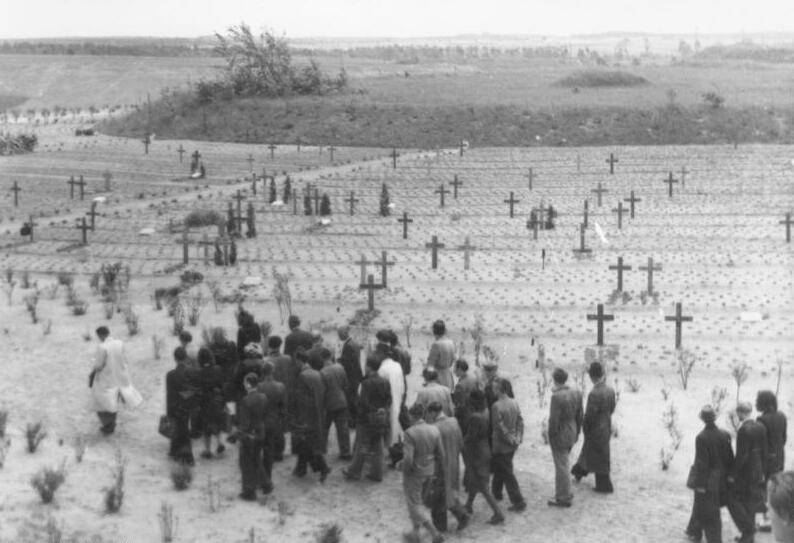
Mogiły dawnych jeńców, pomarłych tuż po powrocie z niewoli w latach 1945–1946 (koszary Horna)

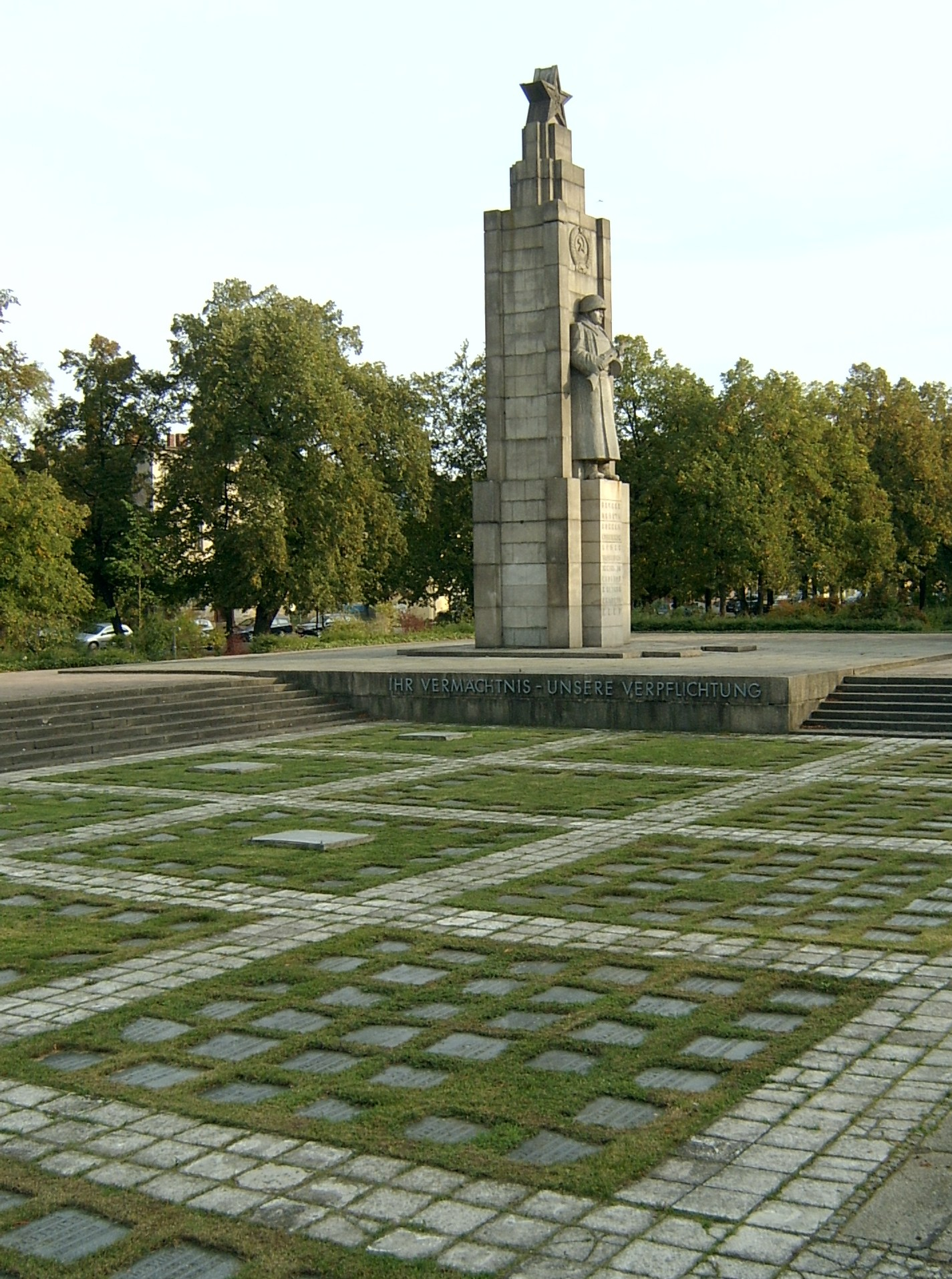
Pomnik ku czci poległych żołnierzy radzieckich we Frankfurcie nad Odrą

Garnizon Frankfurt nad Odrą (niem. Garnison Frankfurt (Oder)) – jeden z najstarszych niemieckich garnizonów wojskowych, znajdujący się we Frankfurcie nad Odrą we wschodniej części landu Brandenburgia. Miejsce stacjonowania jednostek:
- Brandenburgii-Prus (1626–1701),
- Królestwa Prus (1701–1918),
- Republiki Weimarskiej (1919–1933),
- III Rzeszy (1933–1945),
- tymczasowo Armii Radzieckiej (1945–1994),
- w latach 1949–1990 – Niemieckiej Republiki Demokratycznej (Kasernierte Volkspolizei 1952–1956, Nationale Volksarmee 1956–1990),
- od 1990 – Republiki Federalnej Niemiec (Bundeswehra).

## Koszary
Na garnizon we Frankfurcie nad Odrą składało się niegdyś 9 zespołów koszarowych, rozmieszczonych na obrzeżach miasta:
- Bülow-Kaserne[1]
- Eichhorn-Kaserne (przy Müllroser Chaussee, po wojnie miejsce stacjonowania jednostek radzieckich, obecnie Urząd Skarbowy)[2]
- Feldzeugmeister-Kaserne[3]
- Fliegerhorst (m.in. 41 Lotniczy Pułk Szkolny)[4]
- Hindenburg-Kaserne (przy August-Bebel-Straße, Nuhnenvorstadt; m.in. 12 Pułk Grenadierów im. Księcia Karola Pruskiego, 18 Pułk Artylerii Polowej Cesarstwa Niemieckiego, 8 Pułk Piechoty Zmotoryzowanej III Rzeszy)[5]
- Horn-Kaserne (nazwane na cześć Rudolfa von Horna – dowódcy 1 Dywizji Kawalerii 1920–1921 i 3 Dywizji Reichswehry 1921–1926; radziecka administracja Heimkehrerlager Gronenfelde)[6],
- Kleist-Kaserne (przy Schwiebuser Straße – Dammvorstadt, obecnie ul. Piłsudskiego w Słubicach; m.in. 3 oddział przeciwpancerny III Rzeszy)
- Nuhen-Kaserne
- Ziethen-Kaserne (nazwane na cześć pruskiego generała Hansa von Zietena; m.in. II batalion 39 Pułku Artylerii III Rzeszy)[7]

## Brandenburgia-Prusy (1618-1701)
Pierwsze regularne jednostki wojskowe stacjonowały w mieście od 1669, jednak początek garnizonu datuje się już na 1626.

## Królestwo Prus (1701-1918)
W XVIII wieku z garnizonem we Frankfurcie nad Odrą najściślej związany był staropruski Pułk Piechoty Diringshofen, od 1806 znany jako 24 Pułk Piechoty „von Schwendy”. Jego garnizonem przez cały czas był Frankfurt nad Odrą, do 1756 we współpracy z Chociebużem, potem we współpracy z Fürstenwalde/Spree. Rekruci pułku pochodzili z powiatów sulechowskiego (niem. Züllichau), krośnieńskiego (Crossen) i częściowo z powiatu Cottbus. Jego barwami były: biały i zielony.
Jednym z szefów jednostki był Leopold von Braunschweig-Wolfenbüttel (1752–1785) – siostrzeniec króla Prus Fryderyka II Wielkiego, w 1776 założyciel szkoły garnizonowej we Frankfurcie nad Odrą, który w młodym wieku utonął w czasie powodzi w nurtach Odry.
Do 1742 z Frankfurtu nad Odrą i okolic pochodziły uzupełnienia kadrowe dla staropruskiego 5 Pułku Kirasjerów – później do 1806 z powiatu świdwińskiego (Schivelbein) i części powiatu drawskiego (Dramburg) z miastami Schwedt, Angermünde, Falkenberg i Neustadt-Eberswalde.
Od października 1741 do lutego 1742 we Frankfurcie przejściowo znajdował się I batalion 40 Pułku Piechoty von Grevenitza (II batalion w Kostrzynie, grenadierzy w Krośnie), potem ulokowany w Głogowie (II batalion we Wrocławiu, grenadierzy w Oławie).

### Związek Reński (1806-1813)
Po przegranej przez Prusy bitwie pod Jeną-Auerstedt III Korpus Wielkiej Armii jako pierwszy wkroczył do Berlina (25 października 1806), zaś w listopadzie 1806 pod dowództwem Louisa Nicolasa Davouta – kolejno do Frankfurtu nad Odrą i Kostrzyna. W 1808, w dalszym okresie wojen napoleońskich, dowództwo nad dolnośląską brygadą we Frankfurcie nad Odrą objął Friedrich Kleist von Nollendorf (1763–1823) – od 1814 patron 6 Pułku Grenadierów.
W mieście stacjonowały też m.in.:
- 1809: 1 Pułk Piechoty Gwardii Cesarstwa Niemieckiego (niem. 1. Garderegiment zu Fuß) – d-ca pułku von Kessel (1807–1813); pułk stacjonował później w Berlinie i Poczdamie
- 1809–1811: 6 Pułk Grenadierów im. Hrabiego Kleista von Nollendorfa (1 Zachodniopruski) (niem. Grenadier-Regiment Graf Kleist v. Nollendorf (1. Westpreußisches) Nr 6) – d-cy pułku von Kamptz (1808–1810), von Willisen (1810–1811), von Schmalensee (1811–1814); pułk przeniósł się potem do Kołobrzegu
- 1810–1815: staropruski 1 Batalion Jegrów im. hrabiego Yorcka von Wartenburga (niem. Jäger Bataillon Graf Yorck von Wartenburg (Ostpreußisches) Nr 1) – d-cy pułku von Clausewitz (1810–1813), von Klüx (1813–1815); w 1815 batalion przeniósł się do Królewca i Gołdapi

### Związek Niemiecki (1815-1866)
5 września 1818 została powołana 5 Dywizja ze sztabem we Frankfurcie nad Odrą. Jej poprzedniczką była brygada, sformowana w 1816 w Krośnie Odrzańskim, rok później przeniesiona właśnie do Frankfurtu nad Odrą.
W mieście w okresie Związku Niemieckiego stacjonowały również liczne jednostki pozostające w podległości organizacyjnej 5 Dywizji:
- 1815: 4 Pułk Grenadierów im. Króla Fryderyka Wielkiego (3 Wschodniopruski) (niem. Grenadier-Regiment König Friedrich der Große (3. Ostpreußisches) Nr 4) – d-ca pułku von Sjöholm (1811–1816); od 1816 pułk stacjonował w Gdańsku
- 1815–1817: 27 Pułk Piechoty im. Księcia Pruskiego Louisa Ferdynanda (2 Magdeburski) (niem. Infanterie-Regiment Prinz Louis Ferdinand (2. Magdeburgisches) Nr 27) – sztab i I batalion (II batalion w Myśliborzu); d-ca pułku Pletzmann; w 1817 pułk przeniósł się do Magdeburga
- 1817–1819: 24 Pułk Piechoty im. Księcia Meklemburgii-Schwerinu Fryderyka Franciszka II (4 Brandenburski) (niem. Infanterie-Regiment Großherzog Friedrich Franz II. von Mecklenburg-Schwerin (4. Brandenburgisches) Nr 24) – d-ca pułku von Romberg (1816–1822); w 1820 pułk przeniósł się do Neuruppin
- 1819: 8 Przyboczny Pułk Grenadierów im. Króla Fryderyka Wilhelma III (1 Brandenburski) (niem. Leib-Grenadier-Regiment König Friedrich-Wilhelm III. (1. Brandenburgisches) Nr 8) – d-ca pułku von Grabow (1816–1832)
- 1820–1830: 12 Pułk Grenadierów im. Księcia Karola Pruskiego (2 Brandenburski) (niem. Grenadier-Regiment Prinz Carl von Preußen (2. Brandenburgisches) Nr 12) – I batalion (II batalion w Krośnie Odrzańskim); d-ca pułku von Götz (1817–1832); pułk przeniósł się potem do Magdeburga
- 1827–1830: 8 Przyboczny Pułk Grenadierów im. Króla Fryderyka Wilhelma III (1 Brandenburski) – d-ca pułku von Grabow (1816–1832)
- 1832–1847: 12 Pułk Grenadierów im. Księcia Karola Pruskiego (2 Brandenburski) – d-cy pułku 1832 von Werder, 1840 von Schack, 1844 von Thümen, 1845 von Sommerfeld u. Falckenhayn; pułk przeniósł się potem do Guben
- 1847/1848: 8 Przyboczny Pułk Grenadierów im. Króla Fryderyka Wilhelma III (1 Brandenburski) – d-ca pułku von Chamier (1845–1849)
- 1849–1851: 9 Kołobrzeski Pułk Grenadierów im. Hrabiego Gneisenau (2 Pomorski) (niem. Colbergsches Grenadier-Regiment Graf Gneisenau (2. Pommersches) Nr 9) – d-ca pułku von Röder (1848–1852); pułk stacjonował w Stargardzie
- 1849–1851: 20 Pułk Piechoty im. Hrabiego Tauentzien von Wittenburg (3 Brandenburski) (niem. Infanterie-Regiment Graf Tauentzien von Wittenberg (3. Brandenburgisches) Nr 20) – sztab i I batalion; d-cy pułku von Rommel (1847–1850), von Pannewitz (1850–1854); w 1851 pułk przeniósł się do Brandenburga
- 1850–1851: 5 Pułk Huzarów im. Księcia Blüchera von Wahlstatt (Pomorski) (niem. Husaren Regiment Fürst Blücher von Wahlstatt (Pommersches) Nr 5) – d-ca pułku von Pfuhl (1849–1854)
- 1850–1854: 29 Pułk Piechoty im. von Horna (3 Reński) (niem. Infanterie-Regiment von Horn (3. Rheinisches) Nr 29)
- 1851–1860: 12 Pułk Grenadierów im. Księcia Karola Pruskiego (2 Brandenburski) – d-cy pułku 1848 von Knoblauch, 1852 von Baczko, 1856 von Dalwig, 1859 von Quitzow; pułk przeniósł się potem do Poznania
- 1860–1865: 52 Pułk Piechoty im. von Alvenslebena (6 Brandenburski) (niem. Infanterie-Regiment von Alvensleben (6. Brandenburgisches) Nr 52) – sztab i II batalion (I batalion w Krośnie Odrzańskim); d-cy von Schoeler (1860–1864), von Blumenthal (1864–1867); w 1865 pułk przeniósł się do Poznania
- 1864–1866: 18 Pułk Piechoty im. von Grolmanna (1 Poznański) (niem. Infanterie-Regiment von Grolmann (1. Posensches) Nr 18) – d-ca pułku von Kettler (1863–1866)

### Związek Północnoniemiecki (1866-1871)
We Frankfurcie nad Odrą w okresie Związku Północnoniemieckiego znajdował się sztab 5 Dywizji oraz liczne jednostki pozostające w podległości organizacyjnej 5 Dywizji:
- 1866–1868: 18 Pułk Piechoty im. von Grolmanna (1 Poznański) – d-ca pułku von Rentz (1866–1869); w 1868 pułk przeniósł się do Świdnicy
- 1866–1868: 20 Pułk Piechoty im. Hrabiego Tauentzien von Wittenburg (3 Brandenburski) – część pułku także we Wriezen; d-ca pułku von der Wense (1868–1868)
- 1868–1871: 52 Pułk Piechoty im. von Alvenslebena (6 Brandenburski) – sztab i I batalion (II batalion w Chociebużu, III batalion w Sprembergu); d-ca von Wulffen (1867–1871); w 1871 pułk przeniósł się do Wittenbergi
- 1870–1871: 8 Przyboczny Pułk Grenadierów im. Króla Fryderyka Wilhelma III (1 Brandenburski) – d-ca pułku von L’Estocq (1870–1874)

W 1871 Johann Gottfried Piefke, który w 1835 zakończył służbę wojskową w 8 Przybocznym Pułku Grenadierów, napisał marsz Preußens Gloria na cześć wojsk pruskich i sprzymierzonych po wygranej wojnie przeciwko Francji. Melodia tego utworu brzmiała m.in. 5 października 1939 podczas zwycięskiego marszu wojsk hitlerowskich w zdobytej Warszawie.

### Cesarstwo Niemieckie (1871-1918)

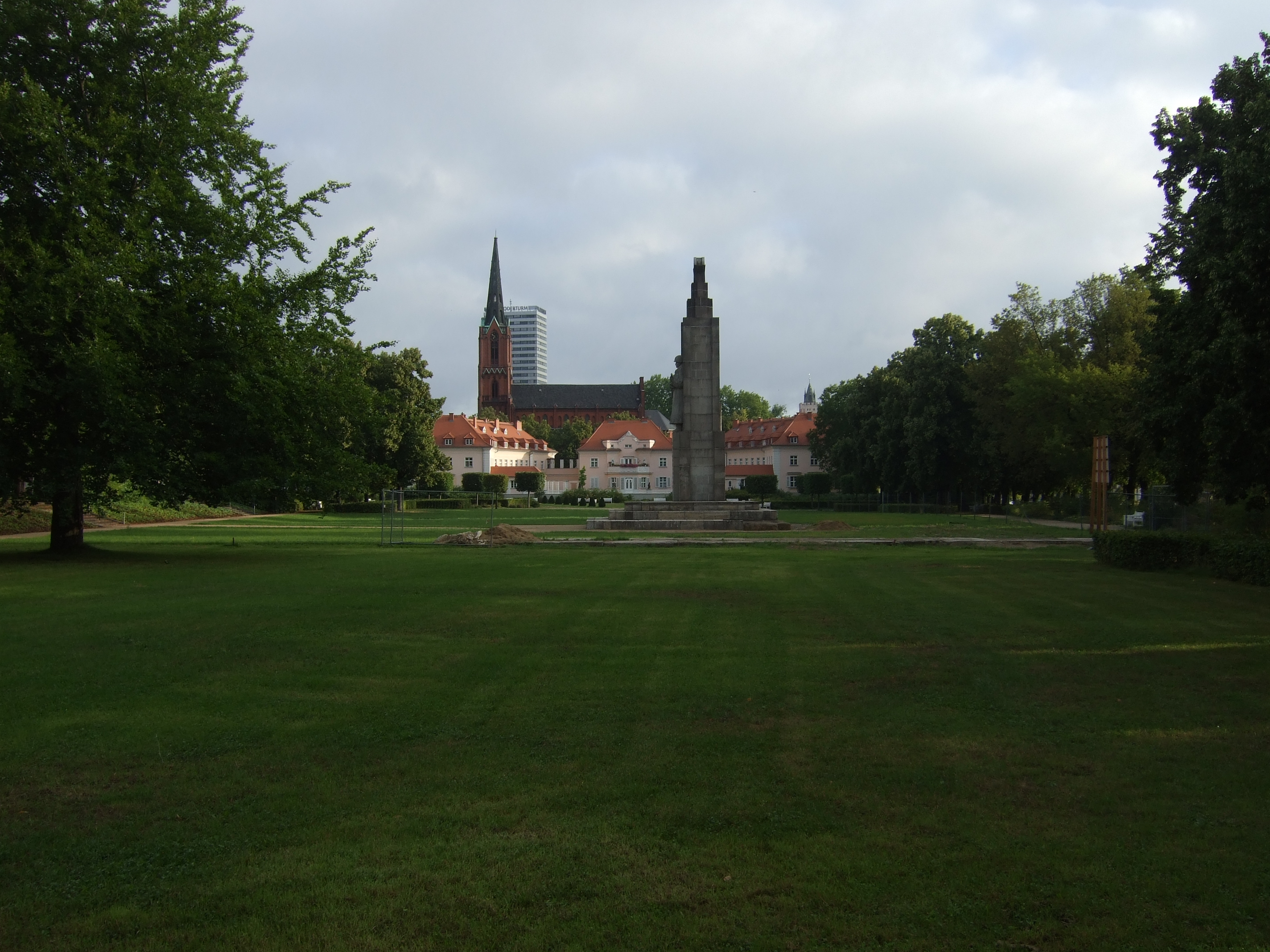
Anger – dawniej plac ćwiczebny frankfurckich grenadierów

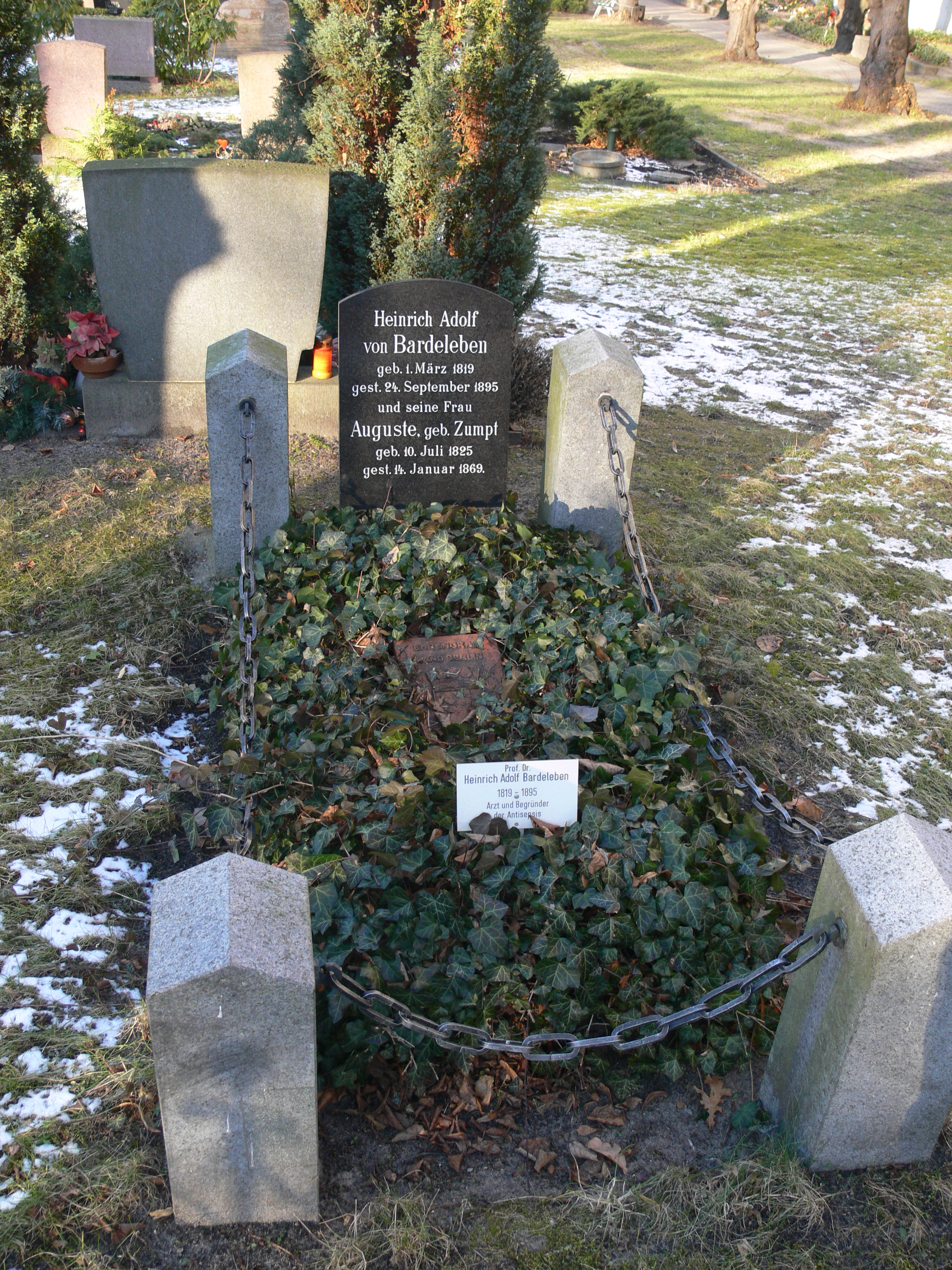
Heinrich Adolf von Bardeleben, ur. we Frankfurcie główny lekarz armii niemieckiej podczas wojny z Francją 1870–1871

We Frankfurcie nad Odrą znajdował się sztab 5 Dywizji z III Korpusu Armijnego IV Inspekcji armii Cesarstwa Niemieckiego, a także jednostki w podległości organizacyjnej tejże dywizji:
- sztab 5 Brygady Kawalerii (niem. 5. Kavallerie-Brigade)
- sztab 5 Brygady Artylerii Polowej (niem. 5. Feldartillerie-Brigade)
- 1871–1914: 8 Przyboczny Pułk Grenadierów im. Króla Fryderyka Wilhelma III (1 Brandenburski) – d-cy pułku 1870 von L’Estocq, 1874 von Reibnitz, 1880 Graf Finck von Finckenstein, 1883 Freiherr von Willisen, 1885 Freiherr von Falkenstein, 1888 Baron von Collas, 1891 von Krosigk, 1894 Freiherr von Lichtenstern, 1895 von Eichhorn, 1897 von Kleist, 1900 von Salisch, 1903 von Schack
- 1874–1881: 52 Pułk Piechoty im. von Alvenslebena (6 Brandenburski) – I batalion (sztab II batalion w Chociebużu); d-cy 1872 von Goerne (1872–1878), von Kretschmann (1878–1882)
- 1876–1890: 12 Pułk Dragonów im. von Arnima (2 Brandenburski) (niem. Dragoner-Regiment 12) – d-cy 1872 von Heydebreck, 1881 von d. Knesebeck, 1885 von Kutschenbach, 1889 Graf von Klinckow-stöm; w 1881 I batalion przeniesiono do Krosna Odrzańskiego
- 1880–1914: 12 Pułk Grenadierów im. Księcia Karola Pruskiego (2 Brandenburski) – d-cy pułku 1880 von Lettow-Vorbeck, 1884 von Seelhorst, 1888 Amann, 1889 von Jahn, 1890 von Alvensleben, 1894 Liebert, 1896 von Asmuth, 1899 von Tresckow, 1902 von Open, 1904 Freiherr von der Goltz
- 1890–1896: 3 Pułk Ułanów im. Cesarza Rosji Aleksandra II (1 Brandenburski) (niem. Ulanen Regiment Kaiser Alexander II. von Rußland (1. Brandenburgisches) Nr 3) – d-cy pułku 1890 von Wickede, 1892 von Kleist, 1895 von Szymonski, 1896 von Katte, 1896 Freiherr von Biegeleben; w 1896 pułk przeniósł się do Fürstenwalde/Spree
- ?: 18 Pułk Artylerii Polowej (2 Brandenburski) (niem. Feldartillerie-Regiment General-Feldzeugmeister (2. Brandenburgisches) Nr 18, w skrócie FAR 18) – stacjonował w „żółtych koszarach” Hindenburga przy Fürstenwalder Straße, od 1902 pn. Fürstenwalder Steinweg (obecnie August-Bebel-Straße).

Bezpośrednio dowództwu III Korpusu Armijnego oraz 1 Inspekcji służb telegraficznych podlegał 2 Batalion Telegraficzny (Telegraphen-Bataillon Nr 2), sformowany 25 marca 1899 i stacjonujący w czasie pokoju we Frankfurcie nad Odrą i Chociebużu.
W 1914 w mieście, w wyniku ogólnej mobilizacji po wybuchu Wielkiej Wojny, sformowano 2 rezerwowe pułki piechoty:
- 205 Rezerwowy Pułk Piechoty (niem. Reserve-Infanterie-Regiment Nr 205, RIR 205) – w 87 Rezerwowej Brygadzie Piechoty 44 Rezerwowej Dywizji Piechoty;
- 209 Rezerwowy Pułk Piechoty (niem. Reserve-Infanterie-Regiment Nr 209, RIR 209) – w 90 Rezerwowej Brygadzie Piechoty 45 Rezerwowej Dywizji Piechoty.

Obie rezerwowe jednostki zaprawiły się w boju podczas I bitwy pod Ypres pozostając w strukturze organizacyjnej 4 Armii Albrechta Wirtemberskiego.
Związani z garnizonem w okresie Cesarstwa Niemieckiego:

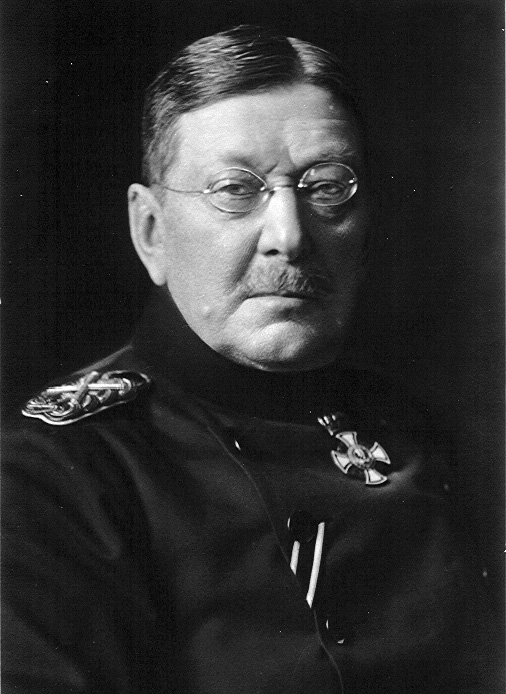
Gen. Colmar von der Goltz, dowódca 5 Dywizji w latach 1896–1898
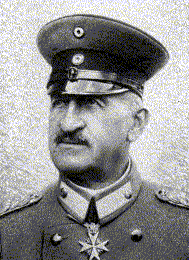
Alexander von Linsingen, w 1889 major 8 Pułku Grenadierów
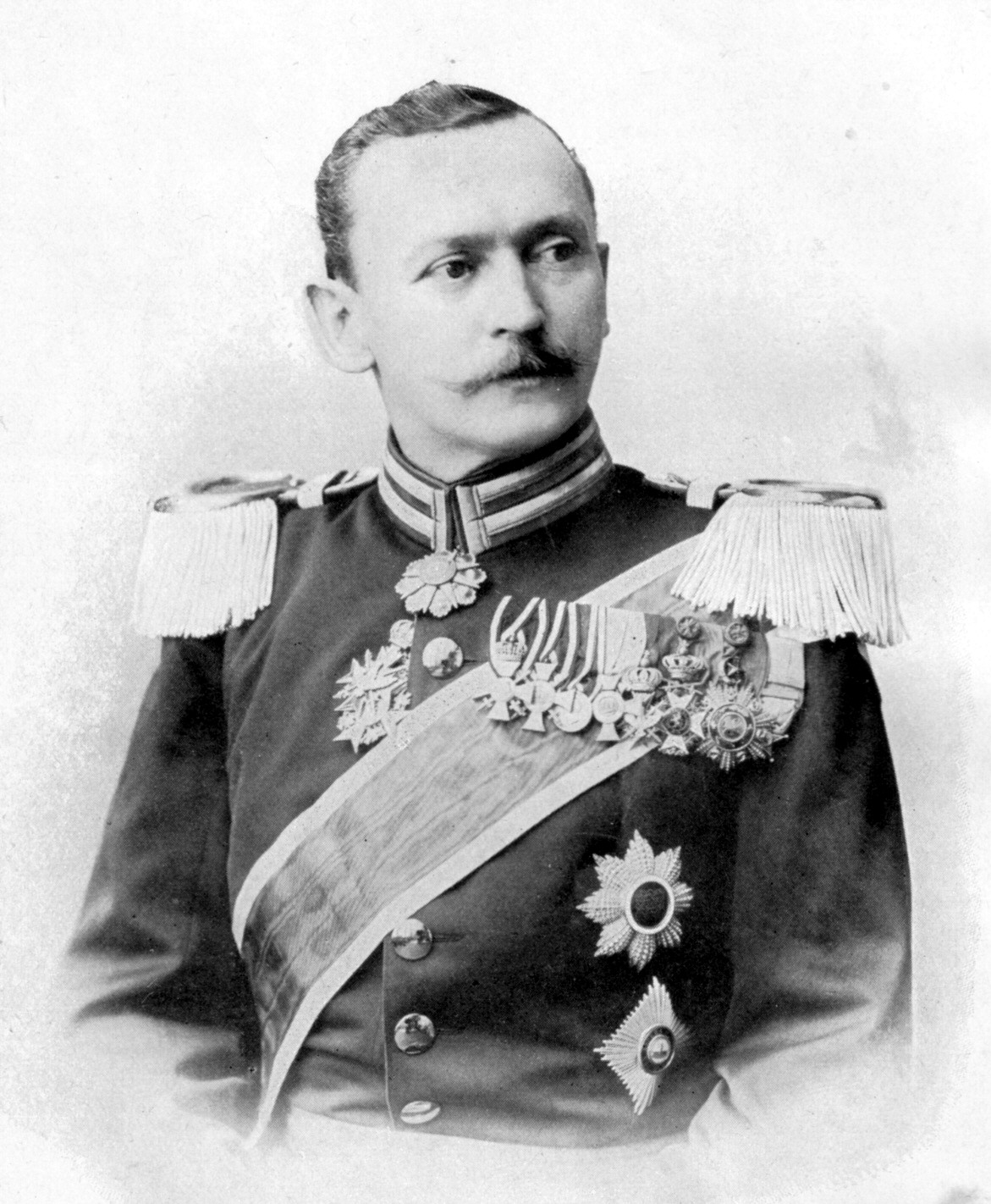
Hermann von Wissmann, niemiecki wojskowy urodzony we Frankfurcie nad Odrą
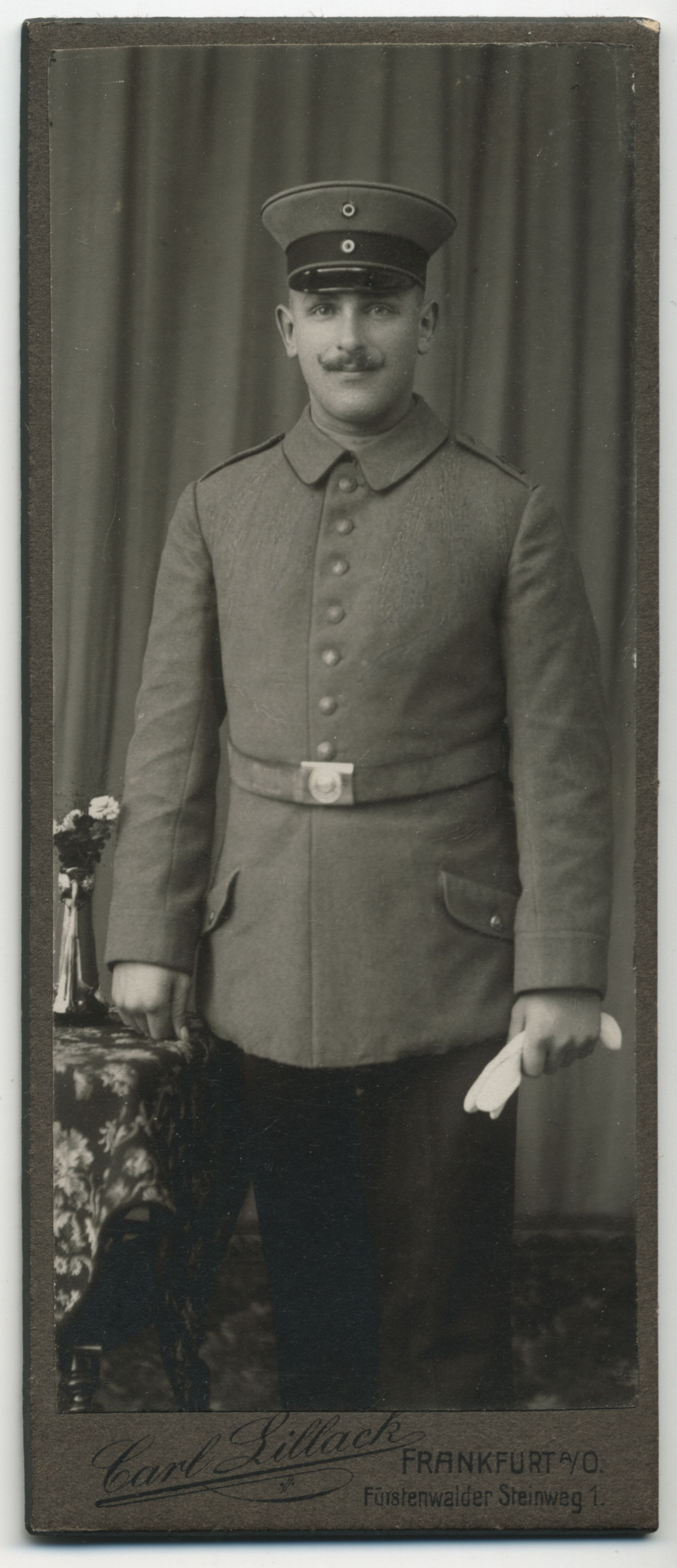
Mundur żołnierza 18 Pułku Artylerii Polowej

Pomniki związane z garnizonem:

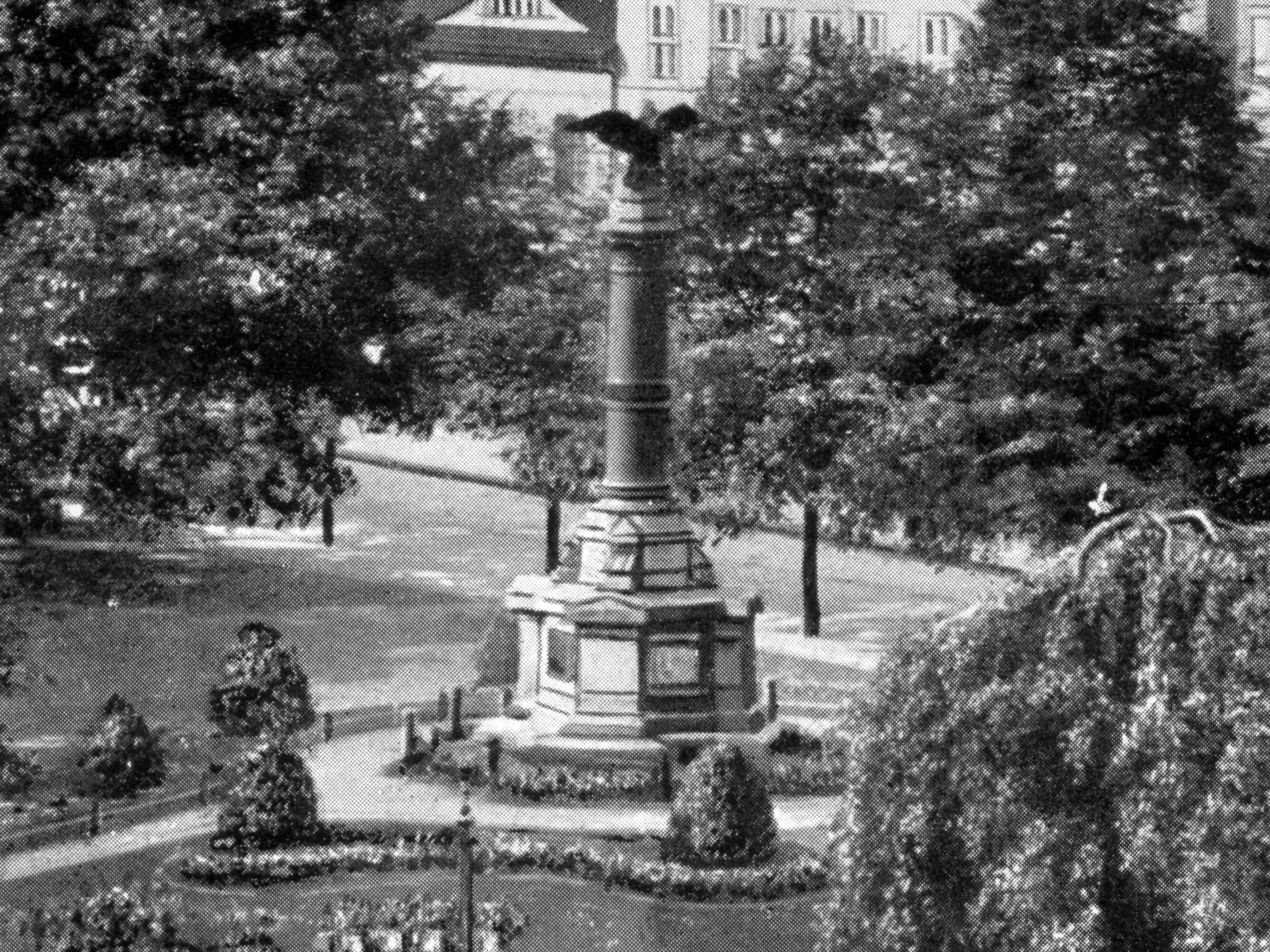
Dawny pomnik poległych pod Sedanem we Frankfurcie nad Odrą
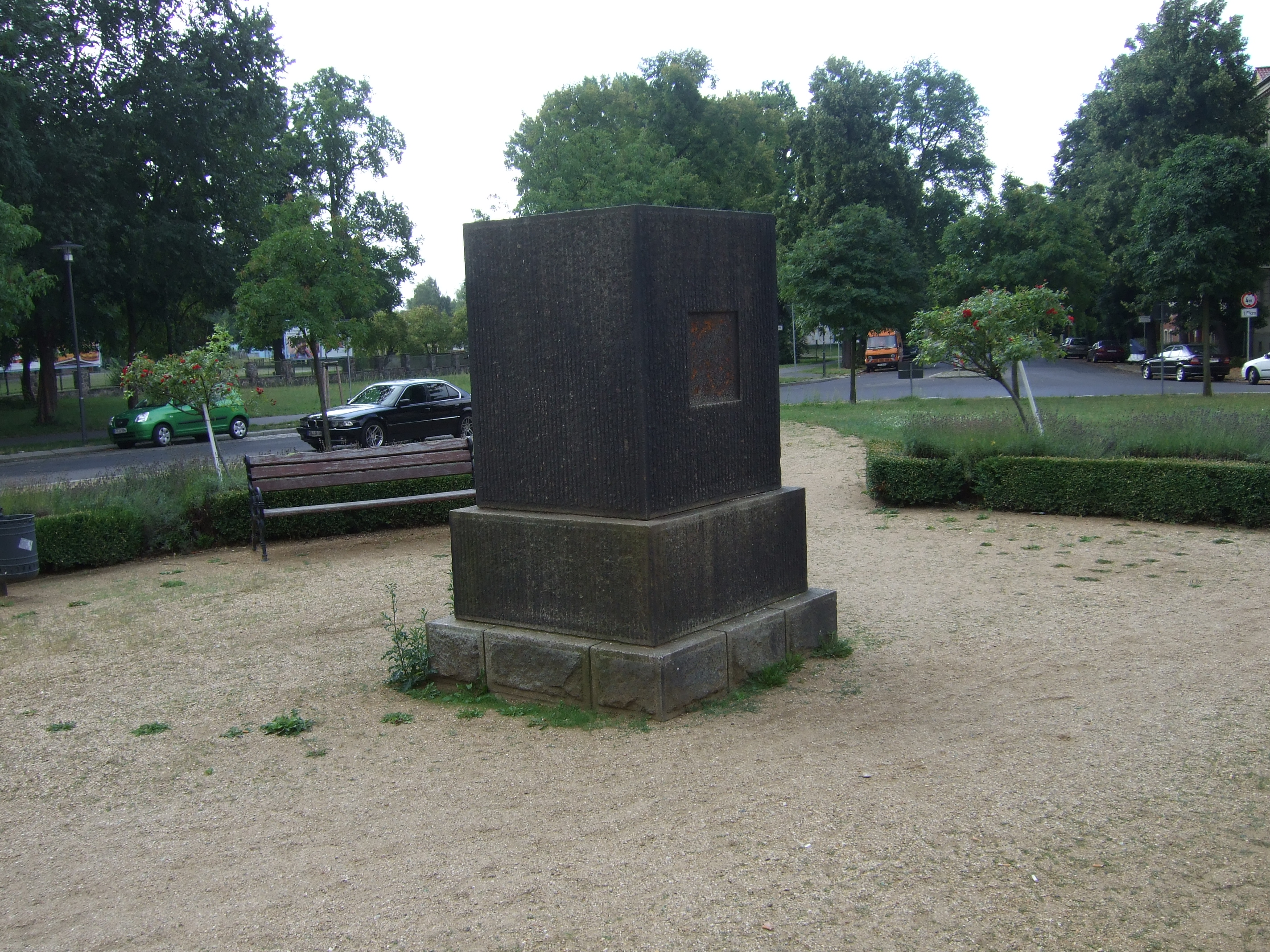
Cokół pomnika ku czci 2. tys. poległych z 2 Batalionu Telegraficznego (Telegraphen-Bataillon Nr 2)
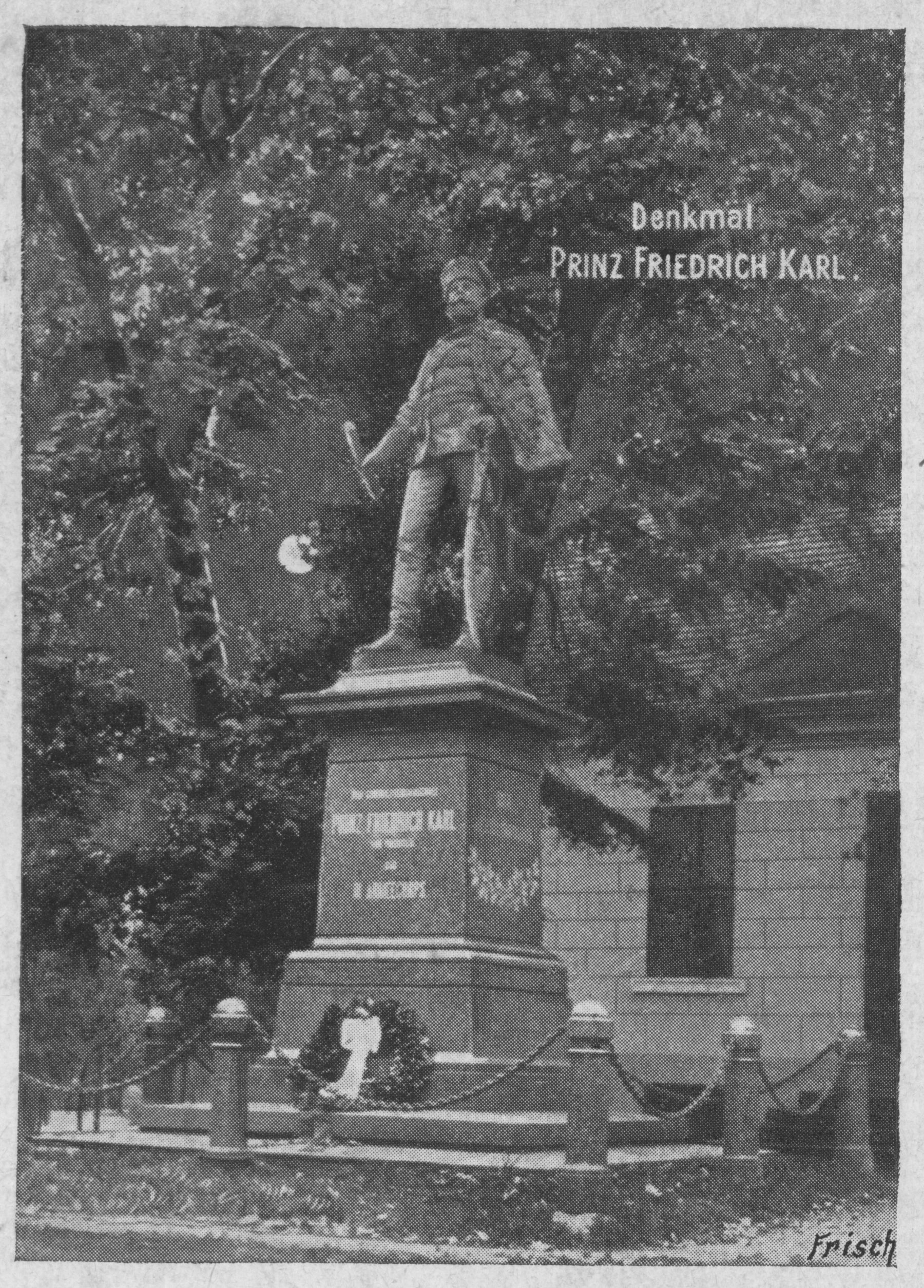
Dawny pomnik księcia Fryderyka Karola Pruskiego – książę w mundurze 3 Pułku Huzarów im. von Ziethena
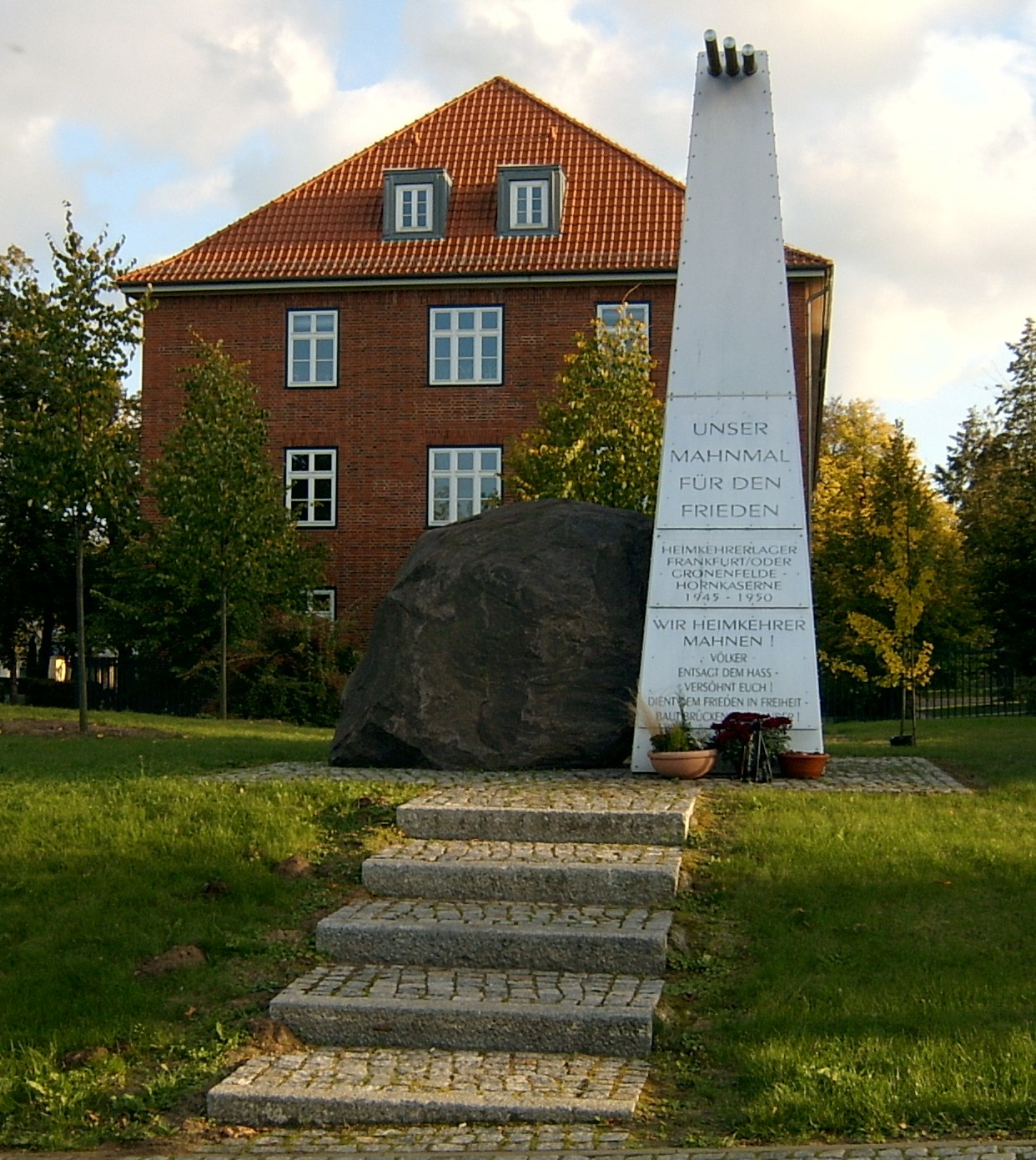
Pomnik na rzecz pokoju przed koszarami dawnego obozu Heimkehrerlager Gronenfelde

## Republika Weimarska (1919-1933)

### Piechota
Frankfurt nad Odrą był siedzibą dowództwa i sztabu 3 Dywizji Reichswehry, podległej Generalkommando 1 Berlin (Generalkommando 2 znajdowało się w Kassel). Jej dowódcami byli kolejno: 1921 – Generalleutnant Hermann Rumschöttel (formowanie), 1921 – Generalleutnant Richard von Berendt, 1921–1926 – Generalleutnant Rudolf von Horn, 1926–1929 – Generalleutnant Otto Hasse, 1929 – Generalleutnant Rudolf Schniewindt, 1929–1931 Generalleutnant Joachim von Stülpnagel, 1931 – Generalleutnant Gerd von Rundstedt, 1932–1934 Generalleutnant Werner von Fritsch.
Szefami jej sztabu byli natomiast: 1924 – Oberstleutnant Fedor von Bock (formowanie), 1924–1929 – Generalmajor Kurt von Hammerstein-Equord, 1929–1931 – Oberst Paul Ludwig Ewald von Kleist, 1931–1933 – Oberst Viktor von Schwedler.
We Frankfurcie nad Odrą od 1921 (faktycznie od 1922) stacjonowały ponadto jednostki z podległości organizacyjnej 3 Dywizji:
- 8 Pułk Piechoty (niem. Infanterie-Regiment 8), sformowany jako Infanterie-Regiment Frankfurt z 9, 10 i 30 Pułku Piechoty Reichswehry. Jego dowódcami byli kolejno: 1922 – Oberst Ernst Freiherr von Forstner (formowanie), 1922–1925 – Generalmajor Friedrich Freiherr von Esebeck, 1925–1926 – Oberst Otto Steffen, 1926–1928 – Generalmajor Max von Schenckendorff, 1929–1931 – Generalmajor Hans Petri, 1931–1933 – Oberst Erwin von Witzleben.
- 3 Pułk Artylerii (niem. Artillerie-Regiment 3). Jego dowódcami byli kolejno: 1921 – Oberst Brüggemann (formowanie), 1921–1924 – Oberst Victor von Aigner, 1925–1926 – Oberst Meyer, 1927–1928 – Oberst Kurt Schoenfelder, 1929 – Oberst Karl Schmidt-Kolbow, 1929–1931 – Oberstleutnant Heinrich Curtze, 1931–1933 – Oberst Ferdinand Bock von Wülfingen.

Ludzie związani z 3 Dywizją Reichswehry:

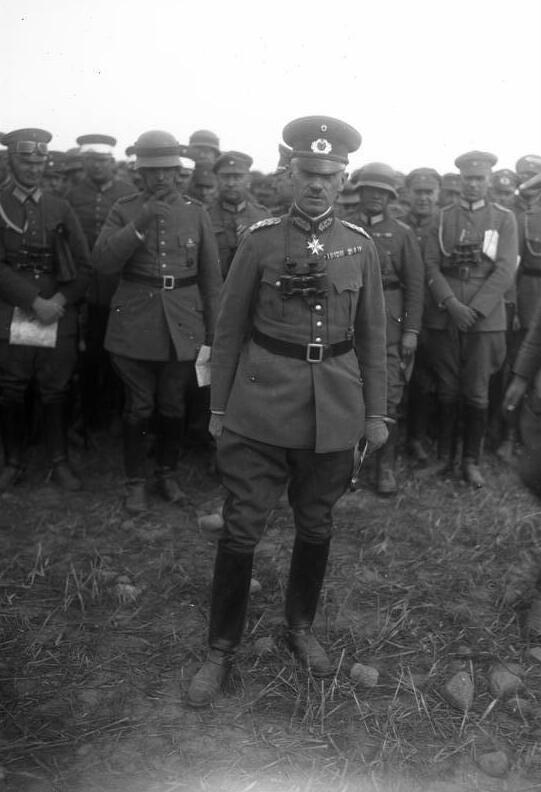
Otto Hasse
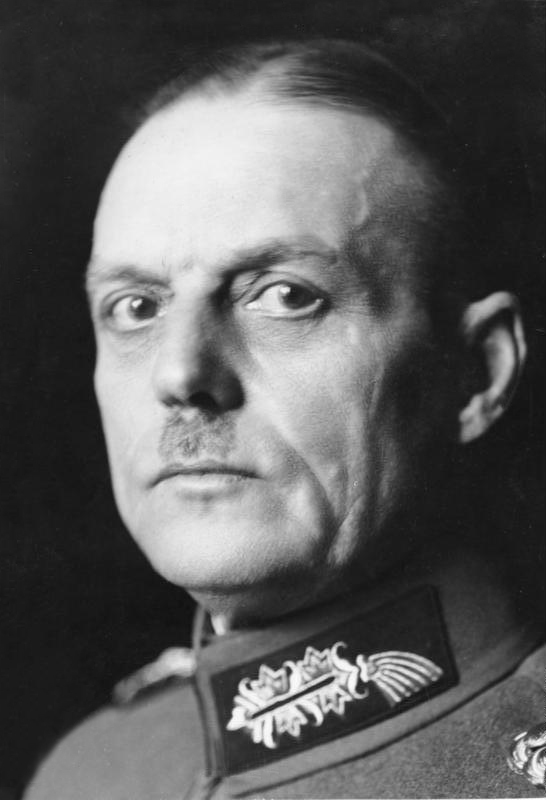
Gerd von Rundstedt
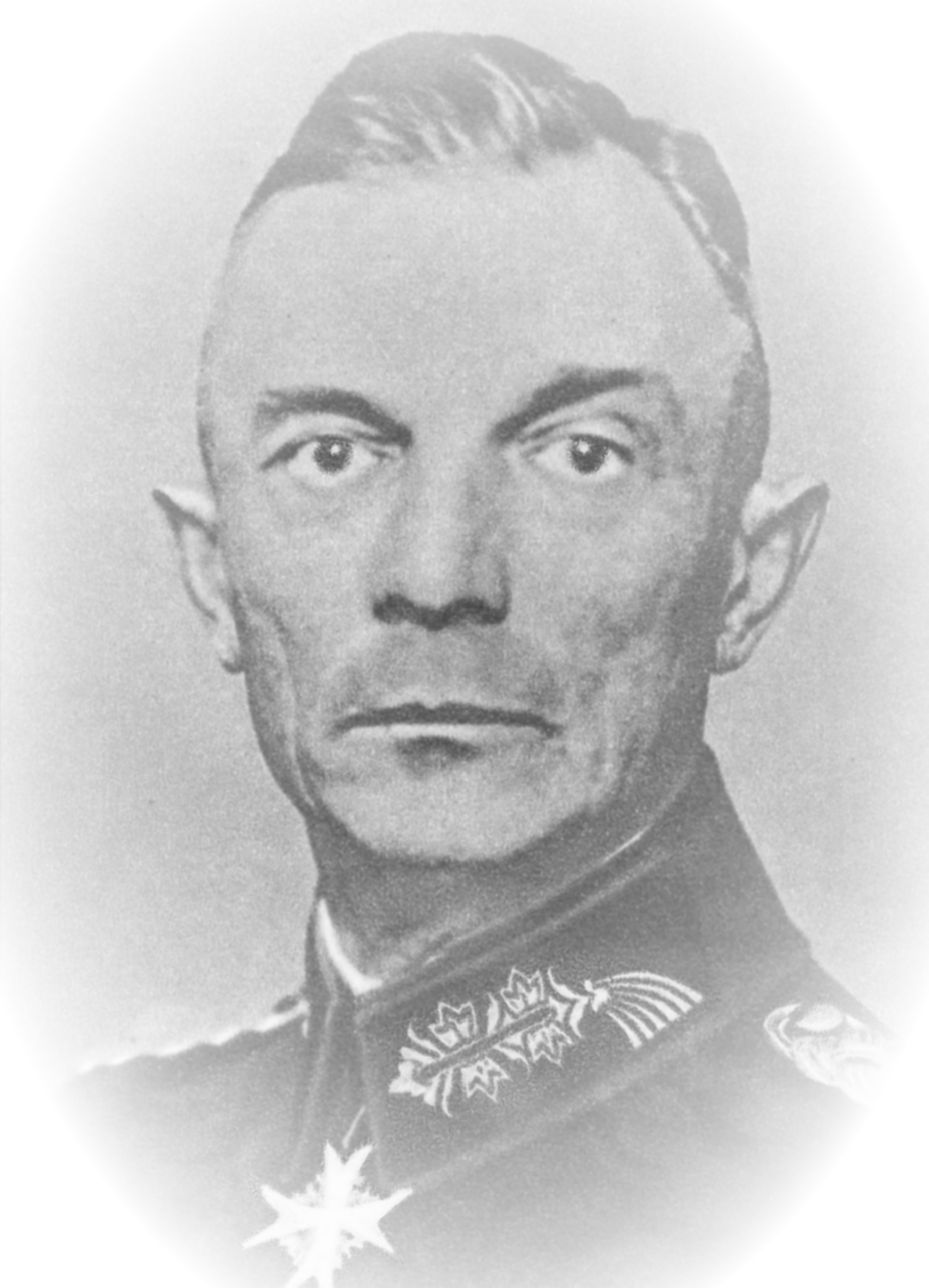
Fedor von Bock
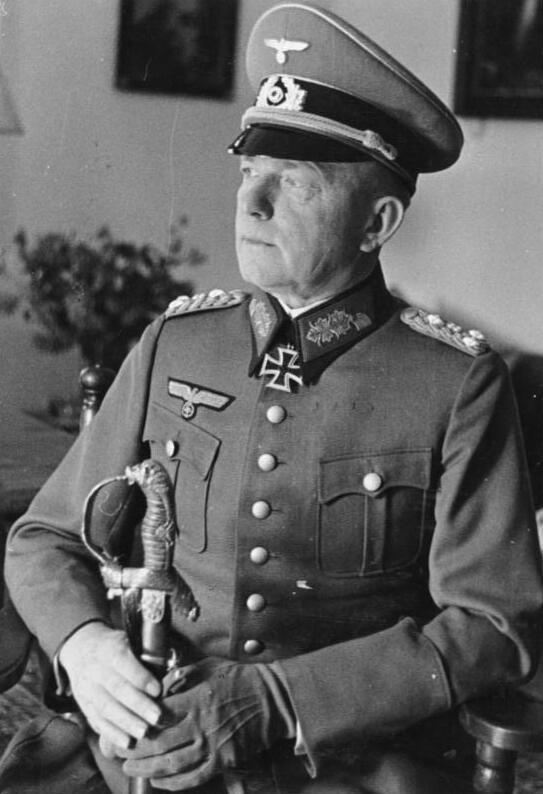
Paul Ludwig Ewald von Kleist

### Kawaleria
W okresie Republiki Weimarskiej we Frankfurcie nad Odrą znajdowały się ponadto dowództwo i sztab 1 Dywizji Kawalerii, podległej Generalkommando 1 Berlin, a później bezpośrednio Dowództwu Wojsk Lądowych (Heeresleitung) w Berlinie.
Dowódcami frankfurckiej 1 Dywizji Kawalerii byli kolejno: 1920–1921 – General der Kavallerie Rudolf von Horn, 1921–1923 – Generalleutnant Otto von Tettau, 1923–1927 – General der Kavallerie Walther von Jagow, 1927–1929 Generalleutnant Ulrich von Henning auf Schönhoff, 1929 – Generalleutnant Georg Brandt, 1929–1931 – Generalleutnant Fedor von Bock, 1931–1932 Generalleutnant Werner von Fritsch, 1932–1933 – Generalleutnant Ludwig Beck, 1933–1936 Generalmajor Maximilian von Weichs.
Dowództwu dywizji podległych było 6 pułków jeździeckich (Reiterregiment), rozmieszczonych na rozległym obszarze – północno-wschodniej części kraju:
- 1 – Tylża (Tilsit), Wystruć (Insterburg)
- 2 – Ostróda (Osterode), Olsztyn (Allenstein)
- 3 – Rathenow, Stendal
- 4 – Poczdam, Perleberg
- 5 – Słupsk (Stolp), Białogard (Belgard)
- 6 – Pasewalk, Schwedt, Demmin

W latach 1928–1930 szefem sztabu 1 Dywizji Kawalerii był Günther von Kluge, urodzony w Poznaniu późniejszy feldmarszałek III Rzeszy. Innymi członkami sztabu byli m.in.:
- 1923–1927: Erich Hoepner, urodzony we Frankfurcie
- 1930–1933: Gustav von Vaerst

Ludzie związani z 1 Dywizją Kawalerii:

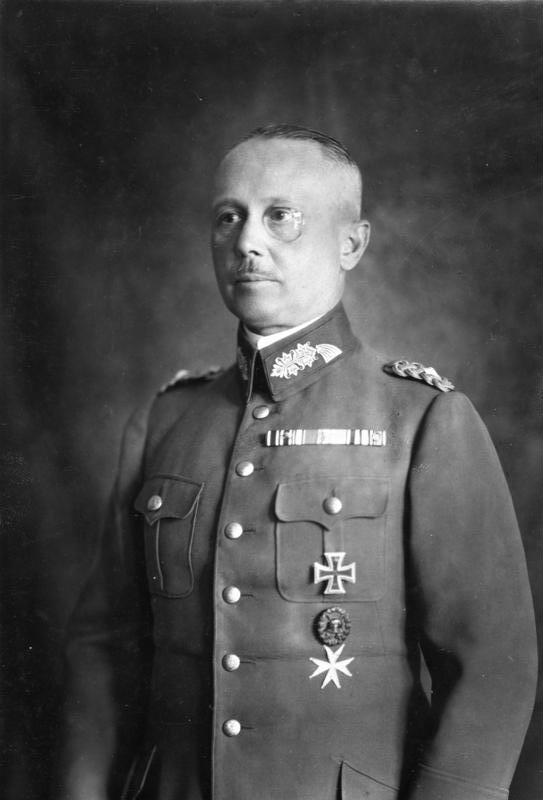
Werner von Fritsch (1932)
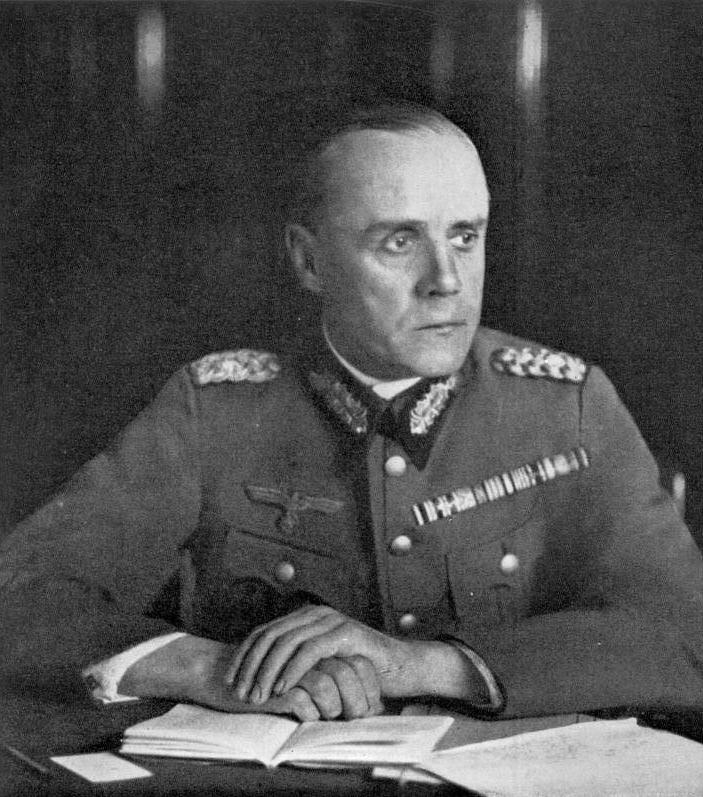
Ludwig Beck
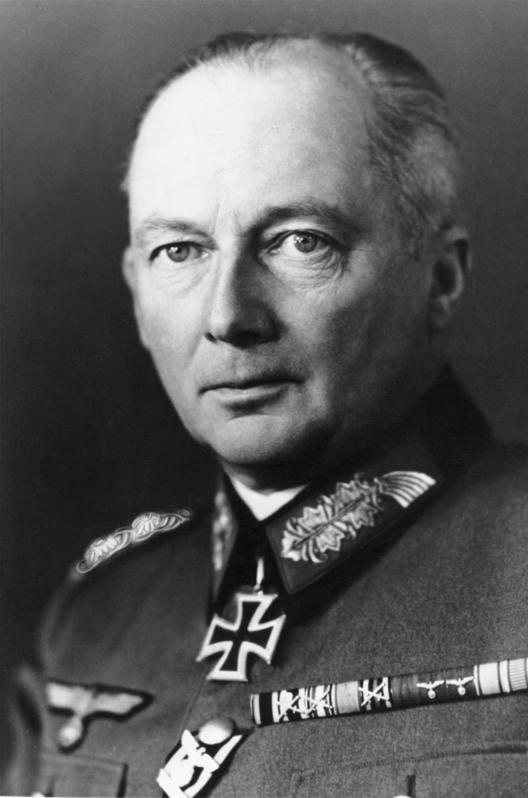
Günther von Kluge
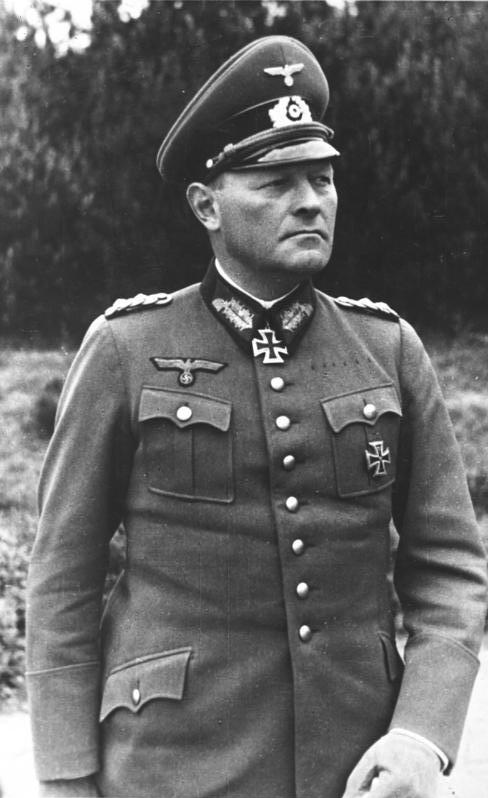
Erich Hoepner

### Manewry w 1932
We wrześniu 1932 we Frankfurcie nad Odrą odbyły się wielkie manewry wojskowe w obecności prezydenta Republiki Weimarskiej Paula von Hindenburga.

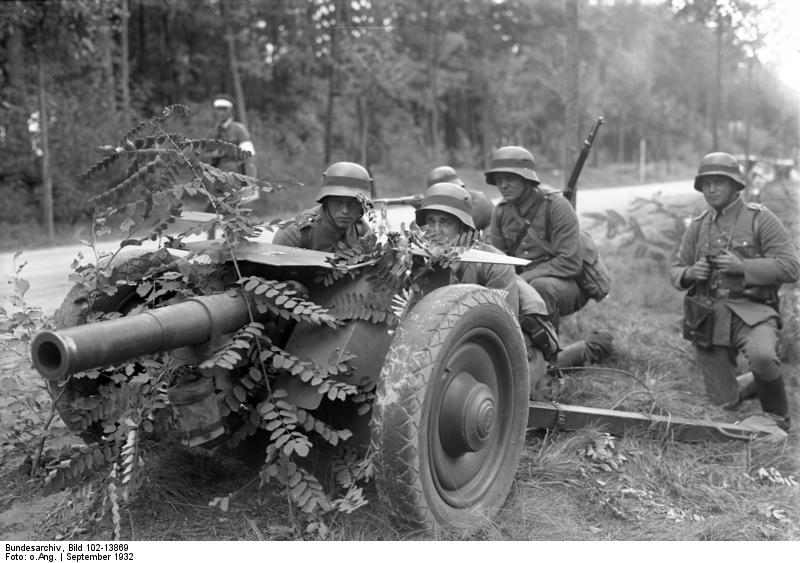
Działo na manewrach we Frankfurcie nad Odrą (1932)
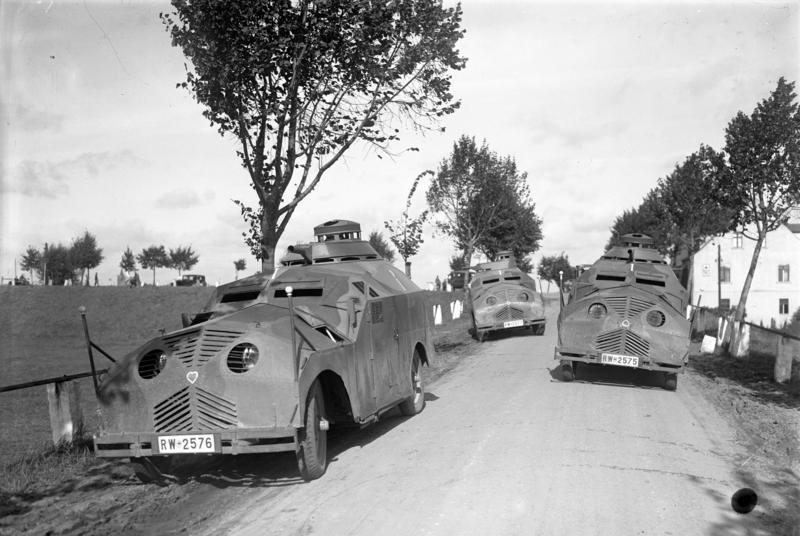
Wozy opancerzone (1932)
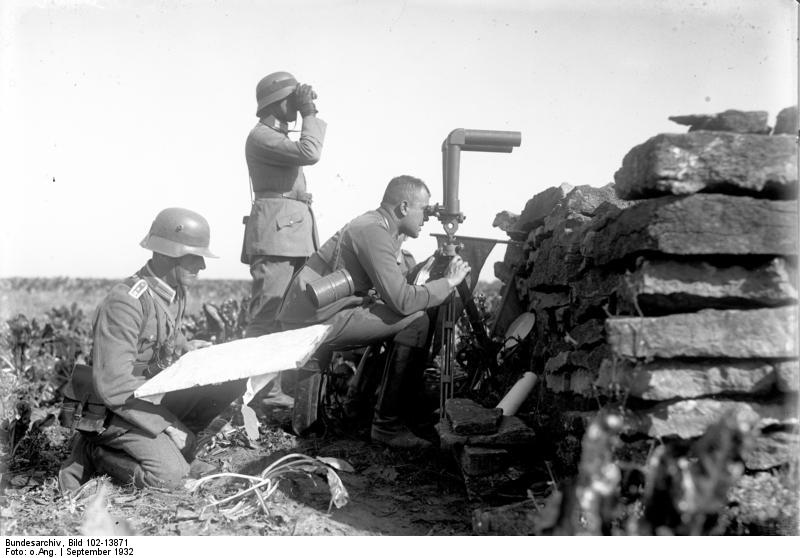
Punkt obserwacyjny (1932)

## III Rzesza (1933-1945)

### Lata 1933–1939

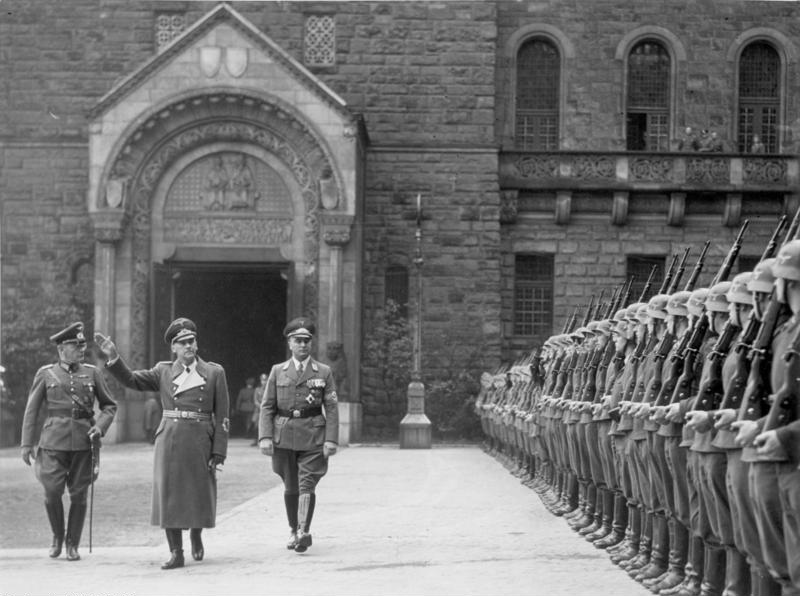
Walter Petzel (Poznań, listopad 1939)

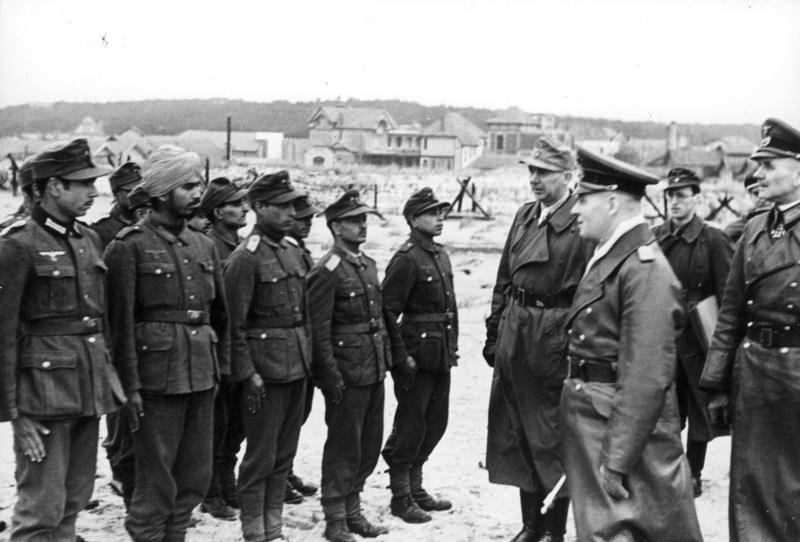
Hermann Meyer-Rabingen (z prawej) obok Erwina Rommla

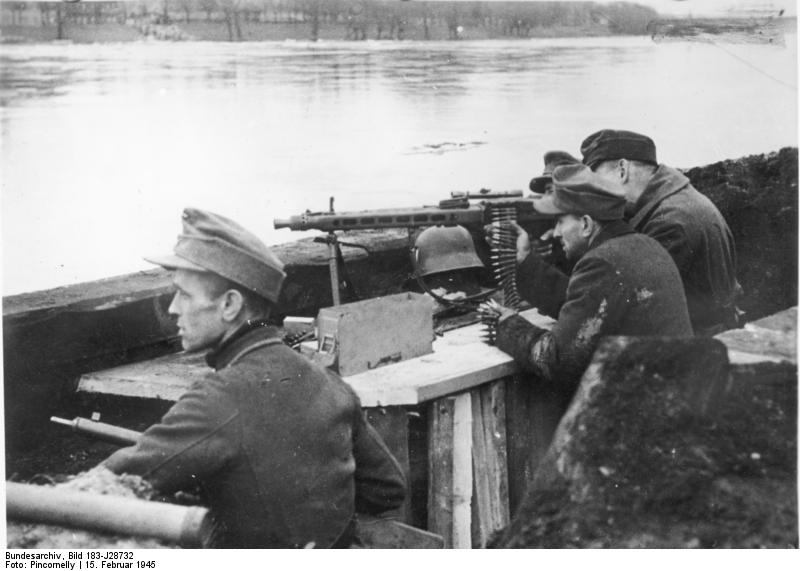
Batalion Volkssturmu we Frankfurcie nad Odrą (luty 1945)

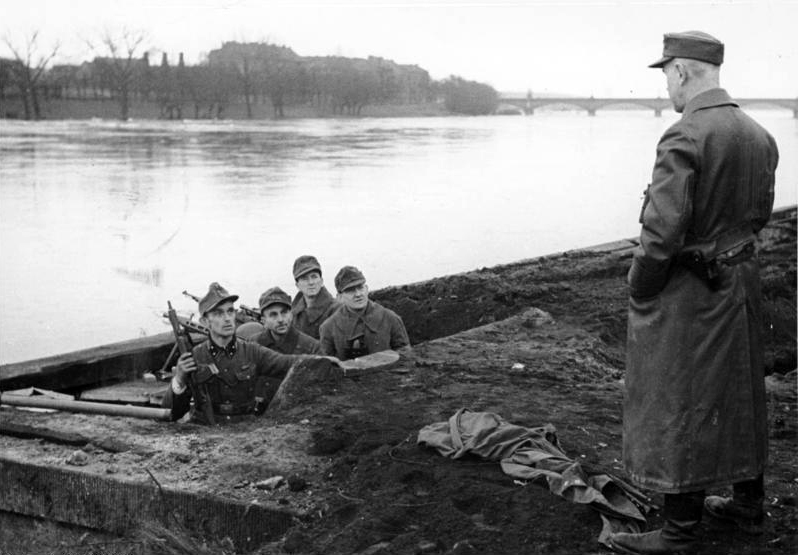
Batalion Volkssturmu we Frankfurcie nad Odrą (luty 1945)

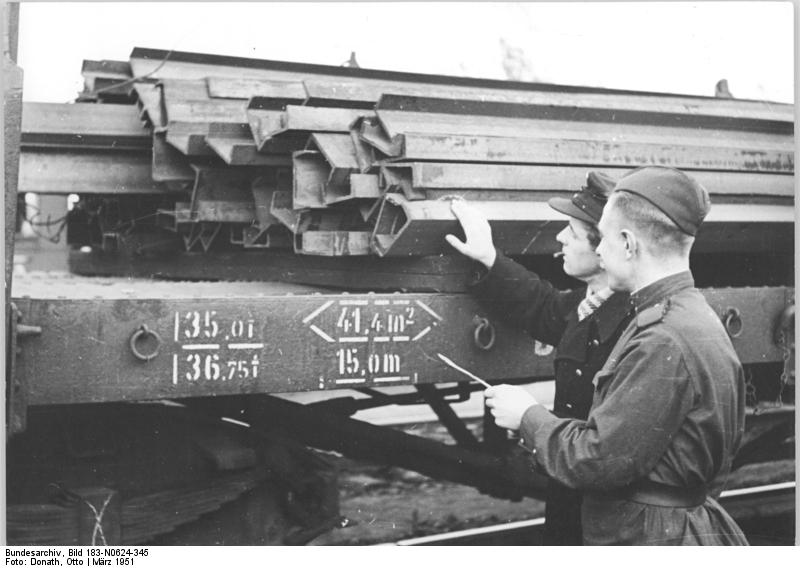
Żołnierz radziecki i celnik niemiecki we Frankfurcie nad Odrą (marzec 1951)

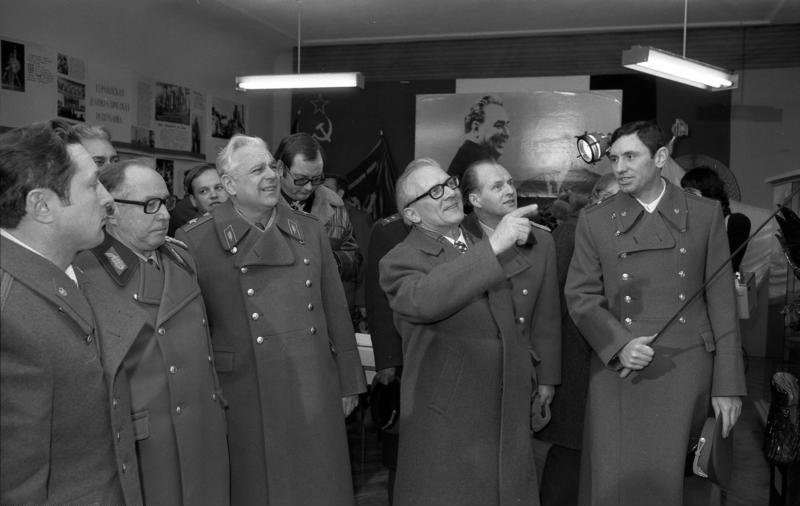
Erich Honecker we Frankfurcie nad Odrą podczas Święta Armii Radzieckiej (20.02.1978)

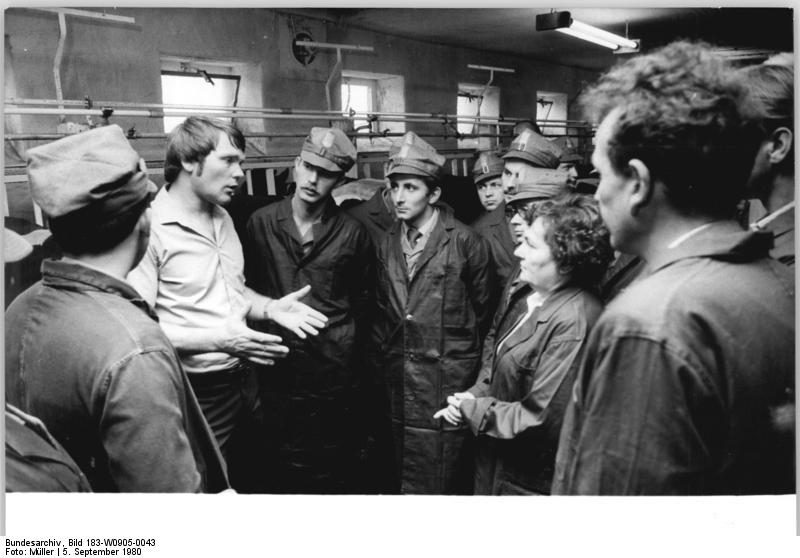
Delegacja LWP we Frankfurcie nad Odrą (05.09.1980)

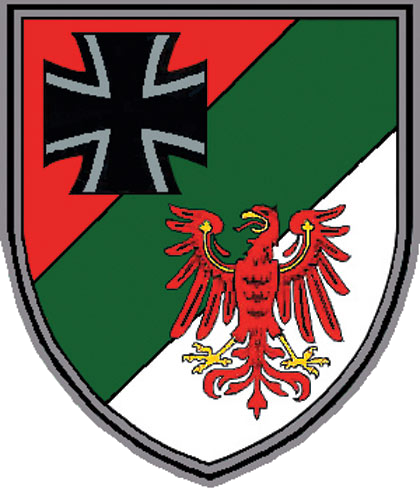
Oznaka VBK 85 Bundeswehry

Przed wybuchem II wojny światowej w mieście znajdował się sztab 3 Dywizji Piechoty:
- 1934–1939: dowódcy 3 DP: Oberst (Generalmajor) Curt Hasse 1934–1936, Generalmajor Walter Petzel 1936–1938, Generalmajor (Generalleutnant) Walter Lichel 1938–1940
  - 8 Pułk Piechoty (niem. Infanterie-Regiment 8) – sztab, I i II batalion; dowódcy: 1933–1934 – Oberst Hugo Sperrle, 1934–1938 – Generalmajor Walther Graf von Brockdorff-Ahlefeldt, 1938–1941 – Oberst Heinrich Wosch, 1941 – Oberst Wolfgang von Holwede, 1941–1942 – Oberst Walter Denkert; numery poczty polowej do połowy 1940 odpowiednio: sztab pułku 22913, sztab I batalionu 01177, sztab II batalionu 15417[11]
  - 3 Pułk Artylerii (niem. Artillerie-Regiment 3) – sztab, II i III dywizjon
  - 3 oddział przeciwpanerny (niem. Panzerabwehr-Abteilung 3)
  - 3 oddział łączności (niem. Nachrichten-Abteilung 3)
  - 3 oddział obserwacyjny (niem. Beobachtungs-Abteilung 3)
  - od 26 sierpnia 1939 także – 3 Zapasowy Pułk Piechoty (niem. Infanterie-Ersatz-Abteilung)

### Lata 1939–1944
Po wybuchu II wojny światowej w garnizonie Frankfurt nad Odrą zakwaterowane były liczne jednostki m.in.:
- 1939-?: 41 Lotniczy Pułk Szkolny (niem. Flieger-Ausbildungs-Regiment 41) – sformowany 1 kwietnia 1939 we Frankfurcie nad Odrą z 41 Lotniczego Batalionu Zapasowego (Flieger-Ersatz-Abteilung 41)[12]
  - 1 kwietnia 1939–1940: d-ca Oberst Hans Schüz
  -  ? – 1 kwietnia 1940: d-ca Oberstleutnant Hermann Aue
  - 1 kwietnia – 25 lipca 1940 – d-ca Oberst Rüdiger von Heyking
  - 25 lipca 1940–1942: d-ca Oberst Wilhelm Kohlbach
- wrzesień 1941: Drużyny Ukraińskich Nacjonalistów (niem. Legion Ukrainischer Nationalisten), z części których 21 października 1941 utworzono Batalion Policyjny nr 201 (niem. Schutzmannschaft Bataillon 201)

Od 15 do 16 lutego 1944 miasto było celem ataku brytyjskich sił powietrznych Royal Air Force. Jesienią 1944 w okolicach Frankfurtu operowała 49 Dywizja Piechoty, którą dowodził Vollrath Lübbe.
26 sierpnia 1945 Frankfurt nad Odrą został ogłoszony twierdzą. Stanowił główny punkt oporu na Odrze w marszu Armii Czerwonej na Berlin. Komendantem twierdzy był Generalmajor Ernst Biehler, wcześniej m.in. dowódca 205 Dywizji Piechoty.

### Rok 1945
- styczeń-maj 1945: V Korpus Górski SS, m.in. 32 Ochotnicza Dywizja Grenadierów SS 30 Januar
- styczeń-kwiecień 1945: Dywizja Forteczna Frankfurt nad Odrą (niem. Festungs-Division Frankfurt/Oder) – Generalleutnant Hermann Meyer-Rabingen
  - 1 Forteczny Pułk Grenadierów (niem. Festungs-Grenadier- Regiment 1)
  - 2 Forteczny Pułk Grenadierów (niem. Festungs-Grenadier- Regiment 2)
  - 3 Forteczny Pułk Grenadierów (niem. Festungs-Grenadier- Regiment 3)
  - 4 Forteczny Pułk Grenadierów (niem. Festungs-Grenadier- Regiment 4)
  - 1449 Batalion Piechoty Fortecznej (niem. Festungs-Infanterie-Bataillon 1449)
  - 84 Forteczny Baon Karabinów Maszynowych (niem. Festungs-MG-Bataillon 84)
  - 829 Forteczny Batalion Artylerii Przeciwlotniczej (niem. Festungs-Fla-Bataillon 829)
  - 59 Szkoleniowy Batalion Artylerii Uzupełnień (niem. Artillerie-Ersatz- und Ausbildungs-Abteilung 59)
  - 1325 Forteczny Batalion Artylerii (niem. Festungs-Artillerie-Abteilung 1325)
  - 1326 Forteczny Batalion Artylerii (niem. Festungs-Artillerie-Abteilung 1326)
  - 3157 Forteczny Batalion Artylerii (niem. Festungs-Artillerie-Abteilung 3157)
  - 952 Zaporowy Batalion Pionierów (niem. Pionier-Sperr-Bataillon 952)
  - XXVI Forteczny Oddział Artylerii Przeciwpancernej (niem. Festungs-Pak-Verband XXVI)
- styczeń 1945: Dywizja Grenadierów Pancernych Kurmark (niem. Panzer Division „Kurmark”, Panzer-Grenadier-Division Kurmark), pierwotnie jako Uzupełnieniowa Brygada Grenadierów Pancernych Großdeutschland:
  - Pułk Pancerny „Kurmark” (niem. Panzer-Regiment „Kurmark”) – Frankfurt nad Odrą
  - Pułk Grenadierów Pancernych „Kurmark” (niem. Panzer-Grenadier-Regiment „Kurmark”) – Chociebuż, potem Kostrzyn
  - Pułk Artylerii Pancernej „Kurmark” (niem. Panzer-Artillerie-Regiment „Kurmark”) – Guben, potem Kostrzyn
  - Pancerny Batalion Rozpoznawczy „Kurmark” (niem. Panzer-Aufklärungs-Abteilung „Kurmark”)
  - Pancerny Batalion Pionierów „Kurmark” (niem. Panzer-Pionier-Battailon „Kurmark”)
  - Pancerny Batalion Łączności „Kurmark” (niem. Panzer-Nachrichten-Abteilung „Kurmark”)
  - pancerny oddział zaopatrzeniowy (niem. Versorgungstruppen)

## Niemiecka Republika Demokratyczna (1949-1990)
W czasach NRD we Frankfurcie nad Odrą mieściło się Centrum Szkolenia Wywiadowczego – Nachrichtenausbildungszentrum 12 (NAZ-12), od 1984 jako Militärtechnische Schule der Nachrichtentruppen (MtS-N) „Herbert Jensch” in Frankfurt (Oder).
Granicy z PRL strzegła Grenzbrigade zur Volksrepublik Polen z siedzibą sztabu przy Kopernikusstraße. W latach 1969–1990 w mieście funkcjonował żołnierski klub sportowy ASK Vorwärts Frankfurt (Oder).
Nie brakowało również sił radzieckich:
- Grupa Okupacyjnych Wojsk Radzieckich w Niemczech (1945–1956, niem. Gruppe der Sowjetischen Besatzungstruppen in Deutschland, GSBTD)
- Grupa Wojsk Radzieckich w Niemczech (1956–1988, niem. Gruppe der Sowjetischen Streitkräfte in Deutschland, GSSD)
- Zachodnia Grupa Wojsk (1988–1994, niem. Westgruppe der Truppen, WGT)

## Republika Federalna Niemiec (od 1990)
Wraz z transformacją polityczną w Europie Środkowo-Wschodniej garnizon utracił na znaczeniu. Organem administracyjnym właściwym dla garnizonów Brandenburgii jest Kreiswehrersatzamt Cottbus z siedzibą w Chociebużu. W latach 1990–2006 był to jednak Kreiswehrersatzamt Frankfurt (Oder) przy Kopernikusstraße 76.
W latach 1990–1997 w mieście stacjonowała jednostka pn. Verteidigungsbezirkskommando 85 (VBK 85), rozwiązana 14 czerwca 2007.
Podległość organizacyjna VBK 85:
- Territorialkommando Ost / IV. Korps w Poczdamie;
  - Wehrbereichskommando VIII / 14. Panzergrenadierdivision w Neubrandenburgu (WBK VIII / 14. PzGrenDiv);
    - Verteidigungsbezirkskommando 85.

Do 1994 we wschodniej części RFN stacjonowały również wojska radzieckie. Stan wojsk radzieckich we Frankfurcie nad Odrą w 1991:
- 44 Pułk Pontonowo-Mostowy – jednostka podporządkowania armijnego 20 Armii Gwardii w Eberswalde,
- 272 Samodzielny Pułk Łączności – podporządkowany bezpośrednio dowództwu Zachodniej Grupy Wojsk.

Przy Stendaler Straße 27, w dzielnicy Hansaviertel we Frankfurcie nad Odrą mieszczą się: grupa sportowa żołnierzy Bundeswehry (Sportfördergruppe der Bundeswehr) oraz zrzeszenie rezerwistów niemieckiej Bundeswehry (Verband der Reservisten der Deutschen Bundeswehr e. V.).